# Lijst van gebeurtenissen tijdens de Tweede Wereldoorlog: 1944

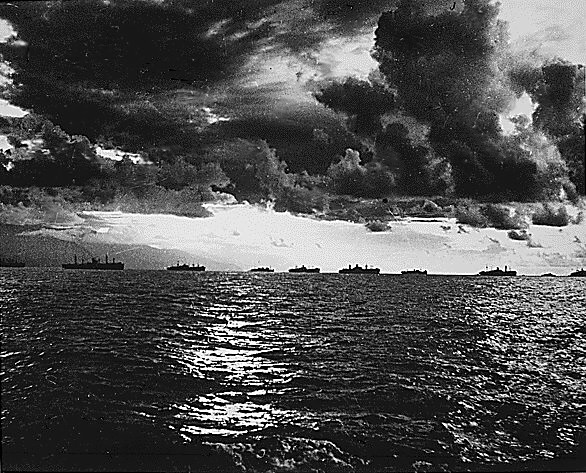
Slag in de Golf van Leyte, grootste zeeslag ooit, maar uitgevochten door vliegtuigen

Dit is een lijst van gebeurtenissen tijdens de Tweede Wereldoorlog tijdens het jaar 1944.
Opmerking: Bij het opzoeken van gebeurtenissen naar datum gebeurt het soms dat verschillende officiële bronnen elkaar qua datum tegenspreken. Vrijwel altijd zijn deze verschillen zeer klein, meestal één dag verschil. De oorzaak hiervan is te vinden in het feit dat bepaalde militaire acties tijdens de nacht starten en nog doorlopen in de vroege uren van de volgende dag. Ook gebeurt het dat een auteur de situatie beschrijft wanneer de actie volledig afgelopen is, met andere woorden de dag na de overgave, de dag na de vredesonderhandeling, enz. Ook zij opgemerkt dat het einde van een militair offensief of campagne niet steeds eenduidig te bepalen is. De bepaling van de datum is afhankelijk van de referentie die door de auteur werd gebruikt. Er is getracht in deze lijst zo veel mogelijk de exacte referentie van de datum aan te duiden via een omschrijving van wat er gebeurd is of bedoeld werd.

## Januari
1 januari

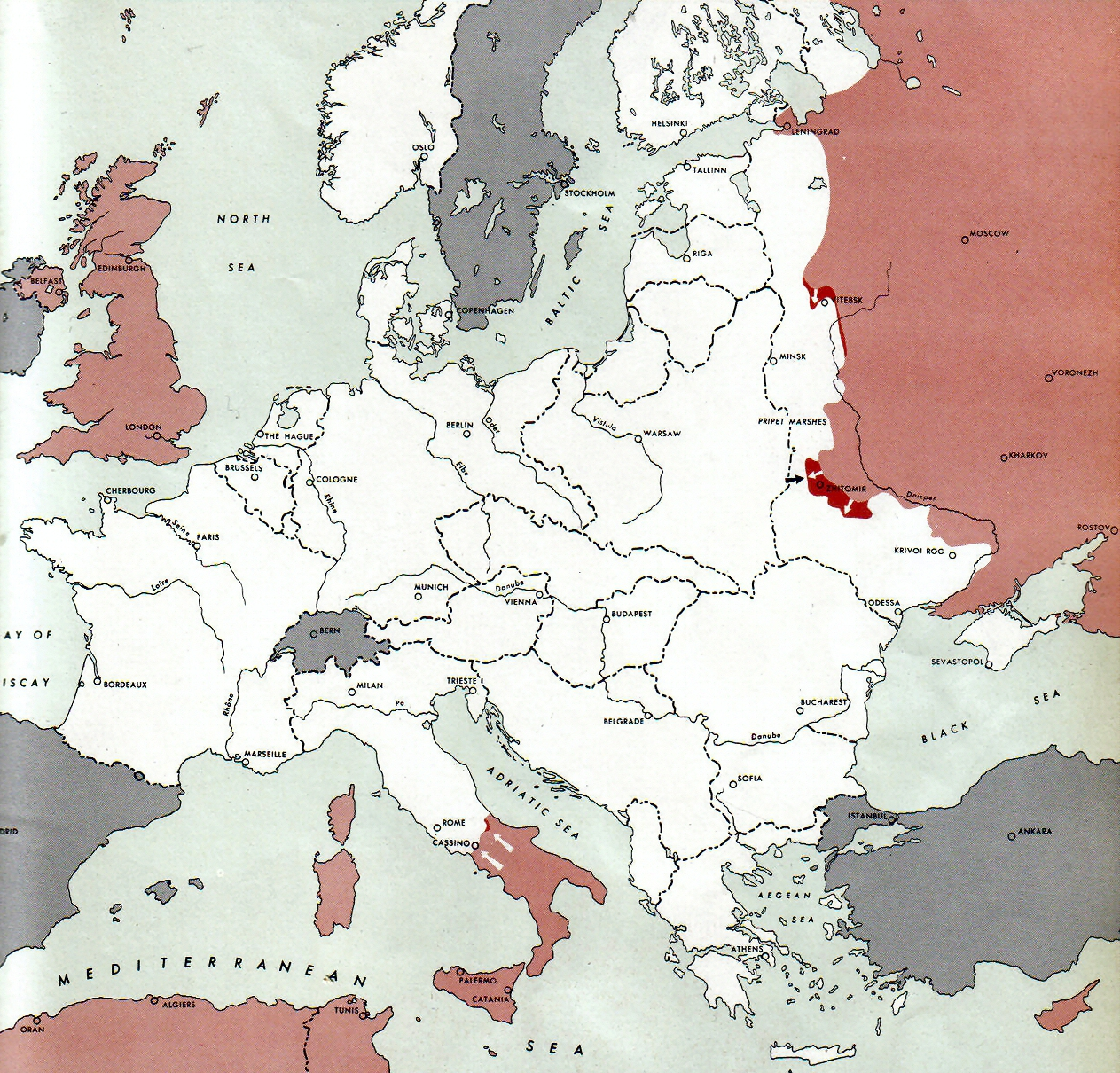
Europa 1 januari 1944

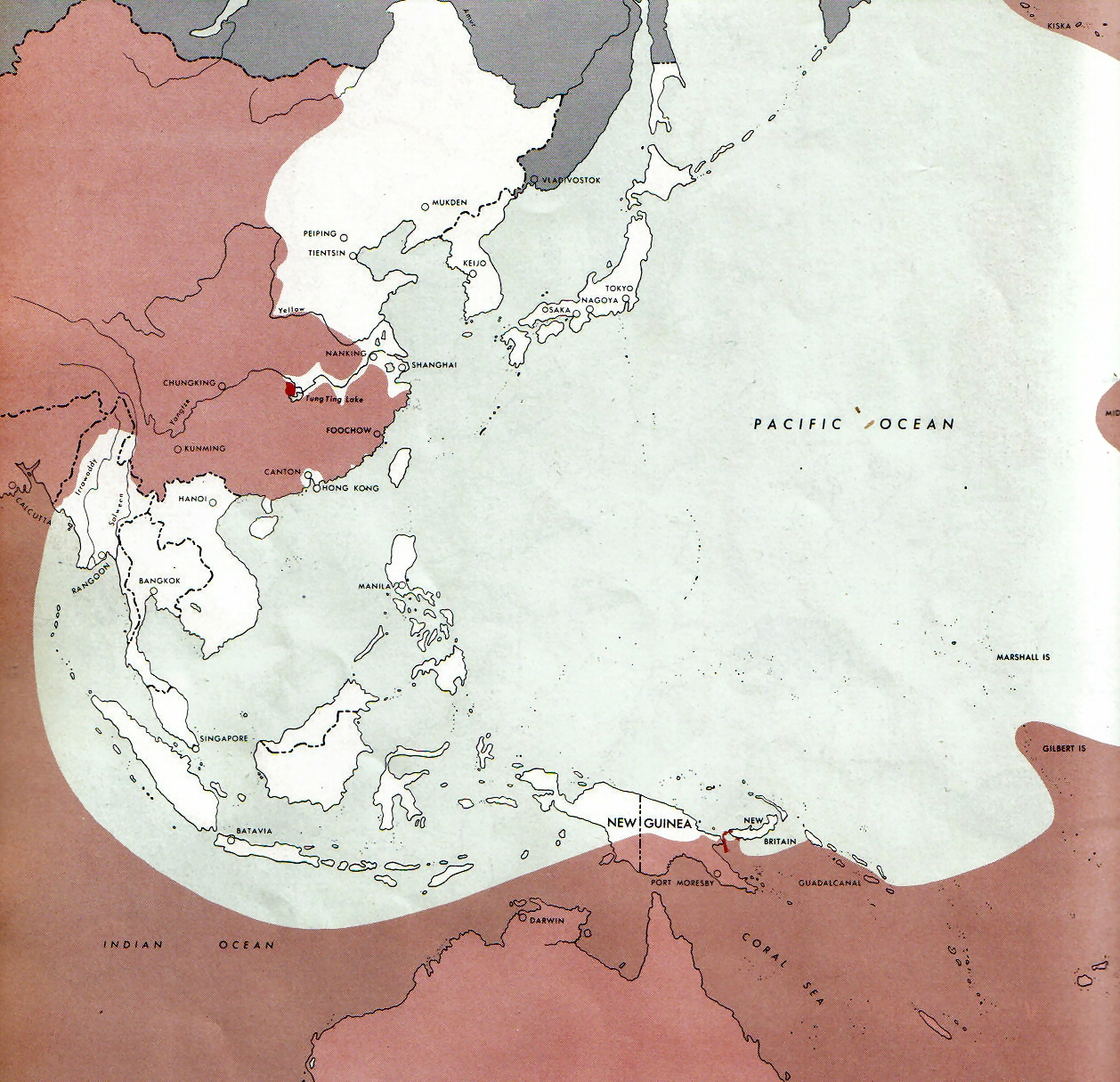
Zuidoost Azië 1 januari 1944

- Veldmaarschalk Erwin Rommel wordt benoemd tot bevelhebber van Heeresgruppe B, met als sector Frankrijk noord van de Loire.

2 januari
- Operatie Michaelmas: De geallieerden landen bij Saldor, Nieuw-Guinea.

3 januari
- Het Amerikaanse 5e Leger begint een offensief tegen de Duitse Gustav-linie in Italië.

4 januari
- Sovjet troepen bereiken de Pools-Russische grens van voor 1939.

8 januari
- In Verona begint het proces tegen zes fascistische leiders die in juli voor de afzetting van Mussolini hebben gestemd, waaronder Galeazzo Ciano en maarschalk Emilio De Bono. Allen worden wegens verraad ter dood veroordeeld, uitgezonderd Tullio Cianetti die 30 jaar gevangenisstraf uitgesproken krijgt.

10 januari
- Minister-president Gerbrandy steunt het Nederlandse verzet met 30 miljoen gulden.

11 januari
- De Duitse steden Maagdenburg en Aschersleben worden zwaar gebombardeerd door de Amerikaanse 8th Air Force.
- Ciano en De Bono worden geëxecuteerd.
- TASS maakt bekend dat de gebieden in Oost-Polen die de Sovjet-Unie in 1939 had veroverd na de oorlog definitief aan de Sovjet-Unie zullen vallen, en niet zullen worden teruggegeven aan Polen. De grens tussen Polen en de Sovjet-Unie zal vallen langs de Curzonlijn. In ruil hiervoor zal Polen gebieden in het oosten van Duitsland krijgen.
- De Russen brengen een grote nederlaag toe aan de Duitsers rond Mazyr, en dwingen ze tot een gehaaste terugtrekking.

13 januari
- De Amerikaanse tyfuscommissie waarschuwt voor een tyfus-epidemie in Napels.
- De Sovjets nemen Korets in.

14 januari
- Het Sovjet leger begint bij Narva (Estland) een offensief tegen de Duitse Heeresgruppe Nord. Ook op andere plaatsen in het noorden gaan de Russen in de aanval. Doel is onder meer het ontzetten van het al 2 1/2 jaar belegerde Leningrad.

15 januari
- Franse troepen veroveren Monte Santa Croce (Italië).
- Bunkerdrama: In kamp Vught worden 74 vrouwen die gezamenlijk protesteerden tegen de bestraffing van 2 van hen gestraft door ze gezamenlijk 14 uur op te sluiten in een cel van slechts 3x3 meter. 10 van hen komen om in de verdrukking.

17 januari
- De Sovjet-Unie weigert met de Poolse regering in ballingschap te onderhandelen over de overname van Oost-Polen.
- Begin van de Slag om Monte Cassino.

18 januari
- Geallieerd offensief in de richting van Garigliano.
- Het Rode Leger weet een corridor naar het belegerde Leningrad te creëren.

19 januari
- De Sovjet-troepen ten zuiden van Leningrad en het afgesneden deel rond Oranienbaum maken contact.

20 januari
- Het Rode Leger herovert Novgorod, zich vooraf niet realiserend dat de Duitsers al uit de stad teruggetrokken zijn.
- De Duitsers trekken zich terug uit Mga.

22 januari
- Operatie Shingle: Het Amerikaanse 6e Legerkorps landt bij Anzio en Nettuno.
- Duits bombardement op Londen. De meeste bommen missen de stad en vallen zonder grote schade op het platteland.
- Franklin Roosevelt richt het War Refugee Board op, bedoeld om te werken voor redding van de Europese Joden.
- De eerste aanvallen van de Slag om Monte Cassino worden beëindigd. De geallieerden zijn er slechts zeer tijdelijk in geslaagd de Rapido die de frontlijn vormt over te steken.
- Een geallieerd bombardement op Maagdenburg mislukt door de Duitse luchtafweer. 58 vliegtuigen raken verloren, het grootste verlies van de Royal Air Force op 1 dag in de oorlog tot nog toe.

24 januari
- De Duitsers zetten op een verdedigingslinie om te voorkomen dat de bij Anzio gelande geallieerden verder oprukken.
- De Russen bevrijden Poesjkin en Pavlovsk.

25 januari
- De illegaliteit maakt 105 000 persoonsbewijszegels buit in het stadhuis van Tilburg.
- De geallieerden komen tot overeenstemming over Plan Jael, het opzetten van gefingeerde aanvallen op diverse plaatsen in Europa, om zo te verhullen dat de werkelijke landing in Normandië plaatsvindt, en de Duitsers in plaats daarvan in een landing bij Pas-de-Calais te doen geloven.

27 januari
- De Russen nemen Ljoeban in. Hiermee is de spoorlijn Moskou-Leningrad weer in Russische handen, en is na 872 de belegering van Leningrad ten einde.
- 948 Nederlandse Joden komen aan van kamp Westerbork in Auschwitz. 689 van hen worden bij aankomst vermoord, de rest wordt in erbarmelijke situatie te werk gesteld.

28 januari
- 56.000 Duitse troepen raken afgesneden en omsingeld rond Korsun.
- De eerste van drie opeenvolgende dagen met zware bombardementen op Berlijn.

29 januari
- De Amerikaanse 8th Air Force voert zware bombardementen uit op Frankfurt am Main en op Ludwigshafen.
- De Amerikanen bereiden de landing op de Marshalleilanden voor met diverse bombardementen.

30 januari
- Begin van de conferentie van Brazzaville. Tijdens deze conferentie wordt de Franse koloniale politiek vastgesteld.
- 9 dagen na de aanvankelijke landing gaan de geallieerden bij Anzio in de aanval. De Duitsers onders Albert Kesselring hebben zich echter in tussentijd ook versterkt.

31 januari
- Amerikaanse troepen landen op de Marshalleilanden.

## Februari
1 februari

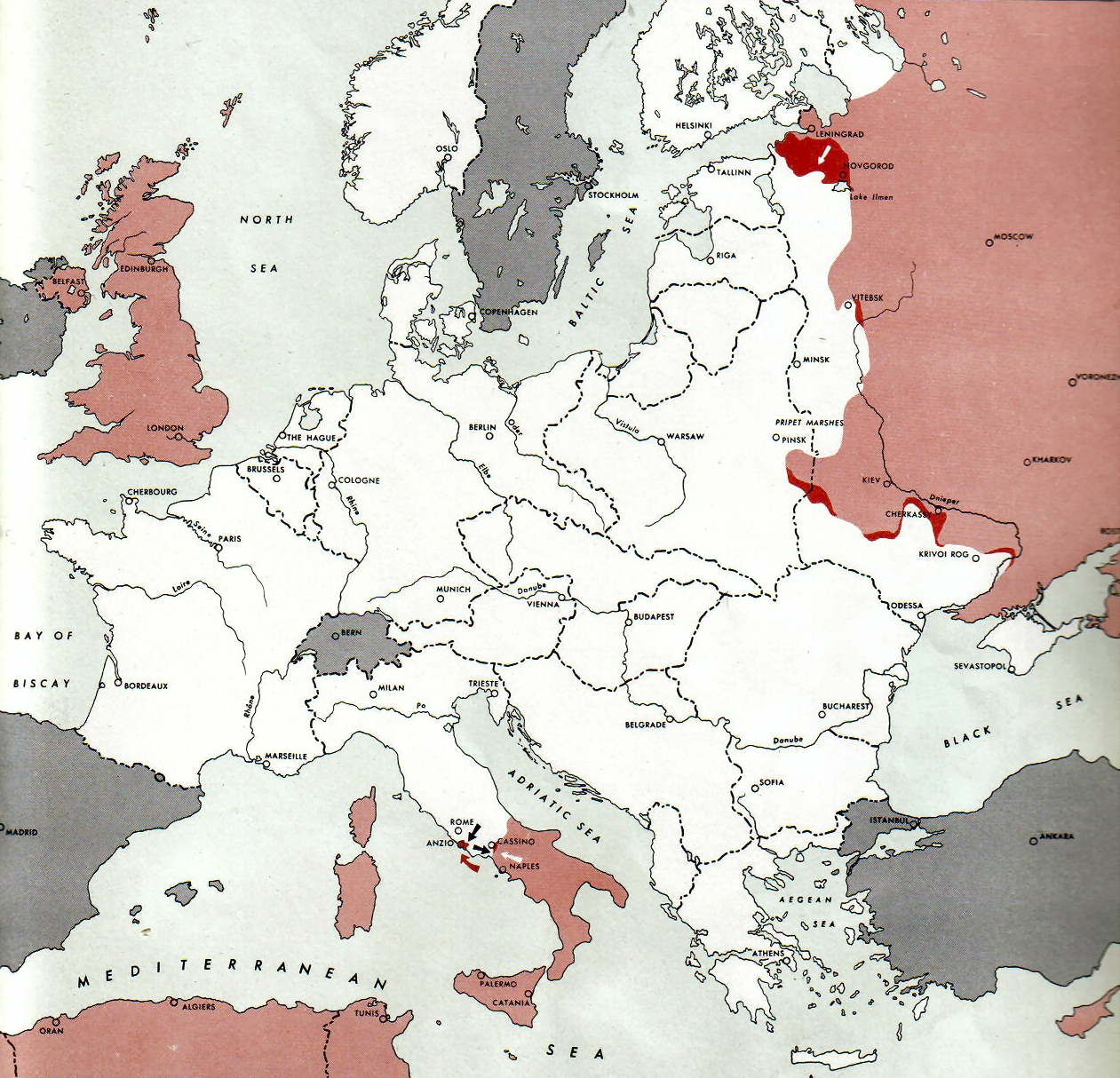
Europa 1 februari 1944

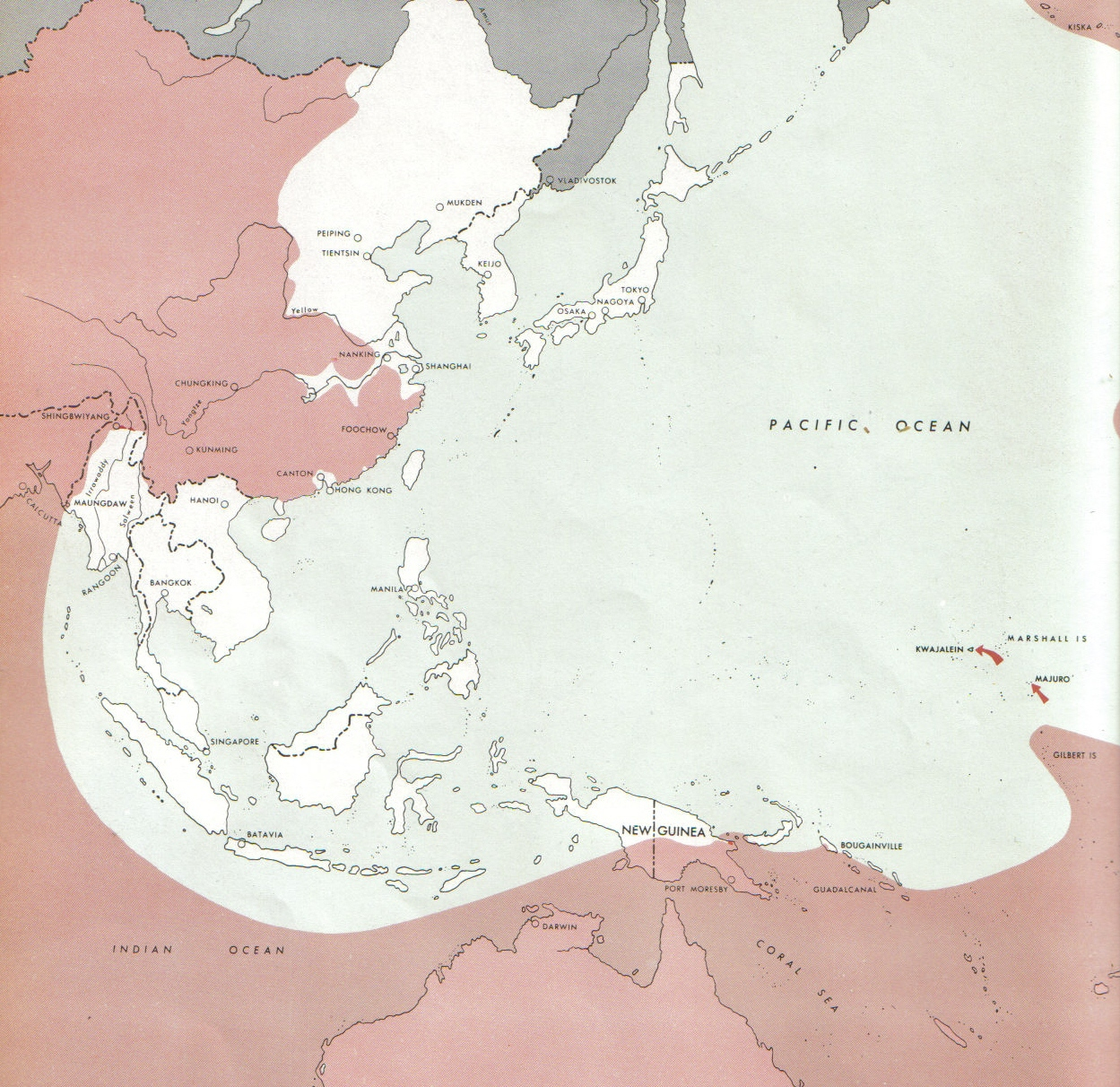
Zuidoost-Azië 1 februari 1944

- De Russen breken door de Duitse linies in Oekraïne.

2 februari
- De Amerikanen richten een basis op in de Marshalleilanden op het atol Majuro (het was eenvoudig te veroveren omdat de Japanners aldaar geen verdedigers hadden).
- De Amerikanen hebben de eilanden Roi en Namur op het atol Kwajalein in de Marshalleilanden veroverd.
- Het geallieerde offensief bij Anzio wordt afgeblazen. Beide zijden hebben grote verliezen geleden, maar een doorbraak is niet bereikt. De geallieerden bereiden zich voor op een zware verdediging.
- De Sovjets steken de grens met Estland over.

3 februari
- De Russen bevrijden Gdov.
- De Duitsers trekken zich terug uit hun bruggenhoofd rond Nikopol.

4 februari
- Bij Anzio omsingelen de Duitsers het geallieerde bruggenhoofd. Hierin bevinden zich ruim 70.000 man en 18.000 voertuigen.
- De Amerikanen nemen Kwajalein in. De verovering van de Marshalleilanden is een succes met grote Japanse en relatief geringe Amerikaanse verliezen.
- Erich von Manstein start een aanval in de poging contact te herstellen met de omsingelde troepen rond Korsun.

5 februari
- De Russen nemen Rovno en Lutsk in.

7 februari
- De Duitsers hervatten hun aanval op de geallieerde landingstroepen bij Anzio.

8 februari
- De Sovjets veroveren Nikopol, tot nog toe een Duitse vooruitgeschoven positie aan het front.

9 februari
- Geallieerde bommenwerpers voeren aanvallen uit op de Duitse versterkingen bij Monte Cassino en Anzio.

10 februari
- De Duitsers ondernemen een hevige tegenaanval op de geallieerde troepen in Anzio.

12 februari
- De geallieerden landen op Umboi.
- De Sovjets nemen Loega in. De Duitsers trekken zich terug richting Pskov.

13 februari
- De Nazi's stemmen in met de oprichting van Lietuvos vietinė rinktinė (Litauische Sonderverbände), een Litouws vrijwilligersleger dat samen met de Nazi's tegen de Sovjets strijdt.

14 februari
- De Verenigde Staten verklaren zich neutraal in de strijd tussen Polen en de Sovjet-Unie betreffende hun na-oorlogse grens.

15 februari
- De geallieerden bombarderen het klooster in Monte Cassino, waarna de Duitsers zich in de ruïnes verschansen, hoewel ze voor het bombardement het klooster hebben ontzien, en zich enkel in de omgeving rond het klooster hadden bevonden.
- Zware luchtaanval op Berlijn.

16 februari
- Een zwaar bombardement op Enewetak stelt het vliegveld buiten gebruik.
- De Duitsers starten een zware aanval op het bruggenhoofd bij Anzio.

17 februari
- De Amerikanen landen op Enewetak.
- De Duitsers rond Korsun breken uit en bereiken de Duitse linies, doch Russische aanvallen op de vluchtenden zorgen voor vele slachtoffers.

17-18 februari
- Operatie Hailstorm: Grootschalige Amerikaanse vloot- en luchtaanval op de Japanse vloot bij Truk, en brengt deze grote schade toe.

18 februari
- Het Rode Leger trekt Staraja Roessa binnen, dat enkele dagen eerder door de Duitsers verlaten was.

20 februari
- In Den Haag worden twintig Nederlanders gedood.
- Noorse verzetsstrijders brengen het schip tot zinken dat zwaar water naar Duitsland vervoert.
- De Waalse collaborateur Léon Degrelle ontvangt het Ridderkruis van het IJzeren Kruis voor de inzet van het door hem geleide Waals Legioen aan het Oostfront.

21 februari
- De Sovjets bevrijden Cholm en Soltsy.
- Duits bombardement op Londen.

22 februari
- Amerikanen bombarderen per vergissing Nijmegen, Enschede, Arnhem en Deventer. In Nijmegen vallen 880 doden.
- De Asmogendheden trekken zich terug uit Kryvy Rih.
- Zwaar Duits bombardement op Londen. Onder meer de residentie van Wilhelmina der Nederlanden wordt getroffen.

23 februari
- Het Rode Leger neemt Kryvy Rih in.
- De Amerikanen hebben het atol Enewetak geheel in handen.
- Eerste Amerikaanse aanval op de Marianen. Meerdere schepen worden tot zinken gebracht en vliegtuigen buiten gebruik gesteld.
- De NKVD begint met de grootschalige deportatie van Tsjetsjenen en Ingoesjen naar Centraal-Azië. Wie niet wil of kan worden gedeporteerd, wordt koelbloedig vermoord.

26 februari
- Het Rode leger verovert Porchov.
- Een Duits bombardement, gericht op de haven van Londen, treft in plaats daarvan voornamelijk Colchester, waar het een enorme brand veroorzaakt.
- Meer dan de helft van de stad Augsburg wordt vernietigd in een geallieerd bombardement.

26-28 februari
- De Roemeense leider Ion Antonescu bezoekt Adolf Hitler. Ionescu wil de Roemeense divisies in de Krim terugtrekken zodat ze kunnen helpen te verdedigen tegen een eventuele Russische aanval op Roemenië zelf. Hitler weigert.

28 februari
- Adolf Hitler besluit troepen naar Hongarije te zenden, de actie camouflerend als een verplaatsing via Hongarije naar het Oostfront, voor het geval het land met de geallieerden heeft afgesproken de oorlog te verlaten.

29 februari
- De Amerikanen landen op Los Negros.
- De Japanners vluchten van Truk uit angst voor een Amerikaanse aanval, en vernietigen hun stellingen.

februari
- Binnen het Poolse verzet breekt een soort burgeroorlog uit tussen de diverse groepen langs zowel etnische als politieke (pro- of anti-Soviet) lijnen.

## Maart
1 maart

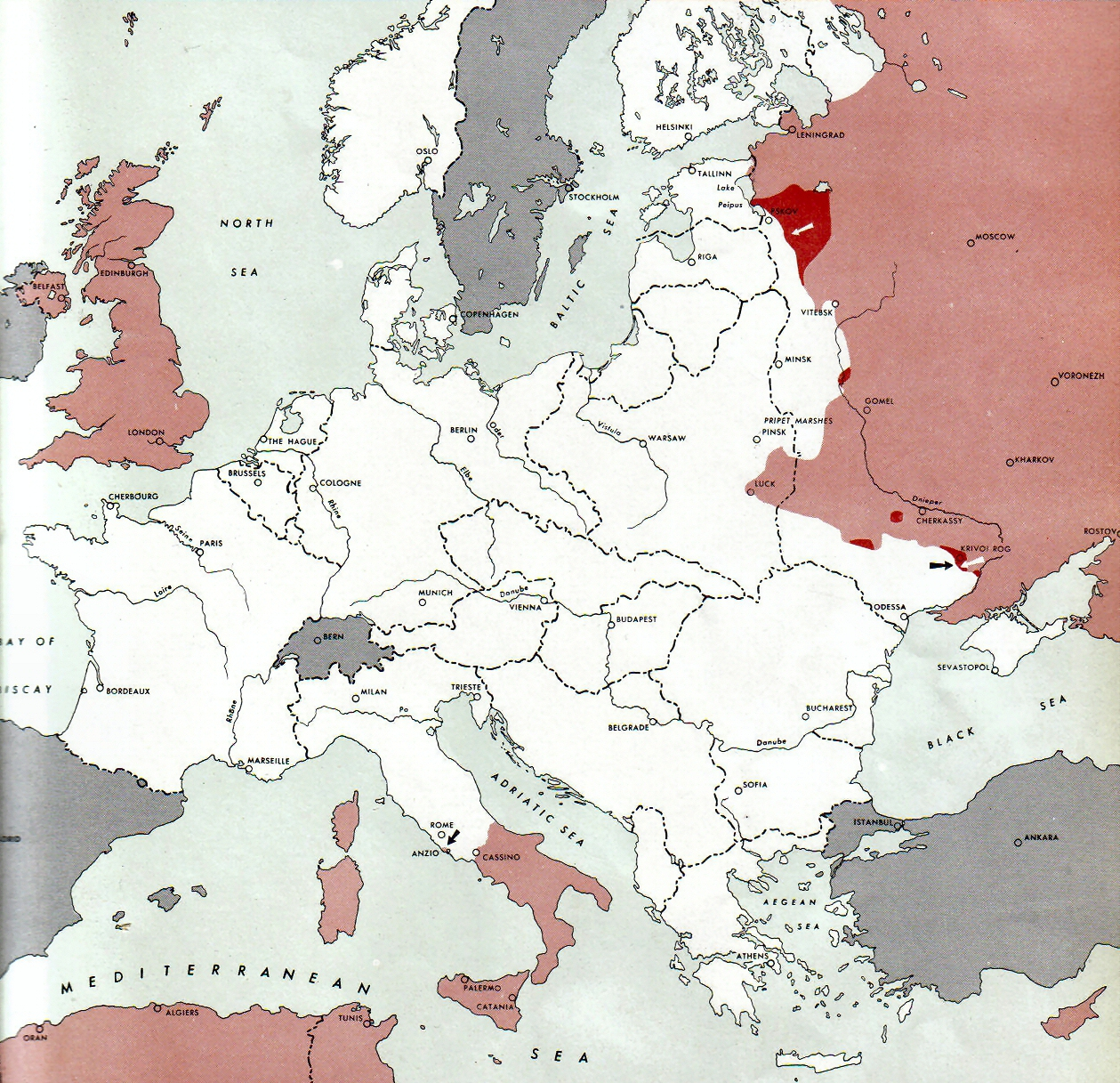
Europa 1 maart 1944

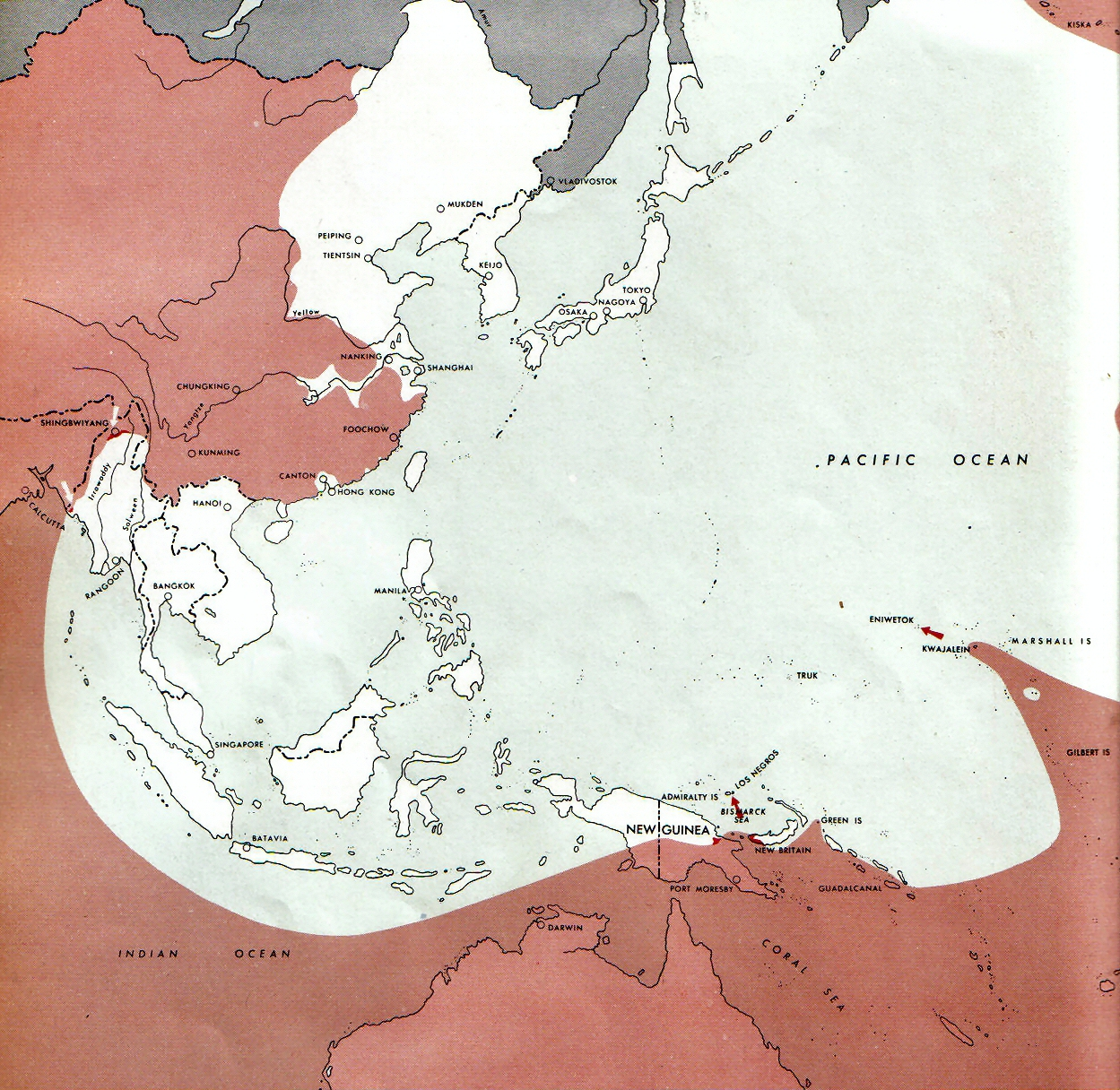
Zuidoost-Azië 1 maart 1944

- In het door Duitsland bezette deel van Italië begint een staking van 1 week. De Duitsers arresteren 2000 stakers en zenden velen van hen naar concentratiekampen.
- Harold MacMichael, hoog commissaris van Palestina, verklaart dat het bestaande quota van 25.000 Joodse immigranten niet verhoogd zal worden. Dit betekent dat er na 31 maart geen Joodse immigratie meer zal plaatsvinden.

2 maart
- Heinrich Himmler beveelt dat alle ontsnapte en opnieuw gevangen krijgsgevangenen naar Mauthausen moeten worden gebracht om daar te worden vermoord.

3 maart
- De geallieerden voeren hevige bombardementen uit op Rome. Deze actie wordt op de tiende en veertiende herhaald.
- Na diverse mislukte aanvallen schakelen de Duitsers rond het bruggenhoofd bij Anzio over op de verdediging.
- Stalin verwerpt onderhandelingen over de toekomstige Sovjet-Poolse grens.
- Stalin ontbindt de Tsjetsjeens-Ingoesjetische Autonome Socialistische Sovjetrepubliek. Het gebied wordt een normale oblast, slechts bewoond door Russen en Oekraïners nadat de etnische bevolking massaal is gedeporteerd naar Centraal-Azië dan wel vermoord.

4 maart
- Het Rode leger begint een offensief in de Karpaten.

5 maart
- Operatie Thursday: Britse troepen landen achter de vijandelijke linie in Burma.

6 maart
- Het Rode leger lanceert een offensief in Oekraïne.

8 maart
- De Japanners beginnen een tegenaanval tegen het geallieerde bruggenhoofd op Bougainville.
- Begin van Operatie U-Go, een Japanse aanval op Brits India vanuit Burma. De intentie is om via Imphal op te rukken naar Dimapur. Om de verdediging te verzwakken wordt begonnen met een afleidingsaanval nabij Tedim.

9 maart
- Tallinn wordt door de Sovjetluchtmacht zwaar gebombardeerd.
- De Sovjets heroveren Oeman.

10 maart
- Hevige geallieerde bombardementen op Rome.
- Het Spaanse legioen aan het Oostfront wordt terug naar huis geroepen.

11 maart
- Pierre Pucheu, oud-minister van Binnenlandse Zaken van het Vichy-regime, wordt ter dood veroordeeld.
- Eberhard von Breitenbuch tracht een aanslag te plegen op Adolf Hitler tijdens een bijeenkomst in Berchtesgaden, maar wordt niet tot de bijeenkomst toegelaten omdat deze alleen voor militairen van hogere rang dan von Breitenbuch bestemd is.

12 maart
- Het Verenigd Koninkrijk verbiedt alle verkeer van en naar Ierland. Dit vanwege angst dat informatie over de aanstaande invasie via Ierland naar buiten wordt gesmokkeld, nadat Ierland een Amerikaans verzoek heeft geweigerd om alle diplomaten van de Asmogendheden uit te zetten.

13 maart
- De Sovjet-Unie erkent de nieuwe Italiaanse regering onder leiding van Pietro Badoglio.

14 maart
- Hevige geallieerde bombardementen op Rome.

15 maart
- De strijd om Monte Cassino wordt hervat met een luchtbombardement en artilleriebombardement op de stad Cassino. Het bombardement is weinig precies, en plaatsen ver van de beoogde doelen, waaronder posities van geallieerde soldaten, worden getroffen, en de veroorzaakte destructie maakt het moeilijk de stad binnen te komen.

16 maart
- Het Rode Leger herovert Loetsk en Doebno.

17 maart
- De Sovjets bereiken de Dnjestr in Jampol.
- Finland verwerpt de door de Sovjet-Unie gestelde voorwaarden voor een wapenstilstand, maar toont zich bereid tot verdere onderhandelingen.

18 maart
- Adolf Hitler ontvangt Miklós Horthy, hopende tot een 'vrijwillige' bezetting van Hongarije door Duitsland te komen, zodat een militaire actie onnodig is. Hórthy weigert aanvankelijk, maar stemt later in.

19 maart
- De Wehrmacht valt Hongarije binnen.
- Adolf Eichmann en Siegfried Seidl komen aan in Hongarije om de onderdrukking en deportatie van Joden in het land te regelen.

20 maart
- De Tsjechoslowaakse regering in ballingschap roept op tot een algemene opstand tegen de Duitse bezetters in Slowakije.
- Het Rode Leger neemt Mohyliv-Podilsky en Vinnytsja in.

22 maart
- De geallieerden beëindigen hun offensief op Monte Cassino zonder succes.
- De Nazi's voeren verdergaande anti-Joodse maatregelen in in Hongarije, waaronder het verplichte dragen van de Davidsster en het sluiten van alle Joodse bedrijven.

23 maart
- Döme Sztojay vormt een nieuwe regering in Hongarije.
- Het Duitse garnizoen in Ternopil raakt geïsoleerd en omsingeld door de Russische aanvallen.
- Laatste (opnieuw mislukte) aanval van de Japanners op Bougainville.
- Bij een bomaanslag in Rome door de communistische verzetsbeweging Gruppi di Azione Patriottica op een politie-eenheid vallen 33 doden; 9 anderen overlijden later aan hun verwondingen.

24 maart
- De Russen aan het Narvafront (bij de Russisch-Estse grens) geven hun offensief op en gaan over tot de verdediging. Meer zuidelijk wordt Tarnopol omsingeld.
- Moordpartij in de Ardeatijnse grotten: Als represaille voor de bomaanslag van de voorgaande dag worden 335 Italianen vermoord door SS'ers Erich Priebke en Karl Hass, gevangenen en Joden geselecteerd voor deportatie, maar ook willekeurige burgers.

25 maart
- SS-troepen vermoorden meer dan 800 inwoners van de Dalmatische dorpen Dorfer Otok, Cornji, Ruda en Dolac Delnji, de voorgaande dag ingenomen, en plunderen de dorpen.
- The Great Escape: 76 krijgsgevangenen ontsnappen uit het kamp Stalag Luft III, hoewel uiteindelijk slechts drie van hen daadwerkelijk uit handen van de vijand wisten te blijven.

26 maart
- 15 Amerikaans commando's, krijgsgevangen genomen bij een poging tunnels op te blazen nabij Rome, worden door de Duitsers vermoord.

27 maart
- De Sovjettroepen bereiken de Boekovina.
- Razzia in het getto van Kovno. 1700 kinderen en ouderen van niet-werkende leeftijd worden buiten het getto gebracht en vermoord. De volgende dag volgen nog eens 800 slachtoffers.

28 maart
- Het Rode Leger bevrijdt Mykolajiv.

## April
1 april

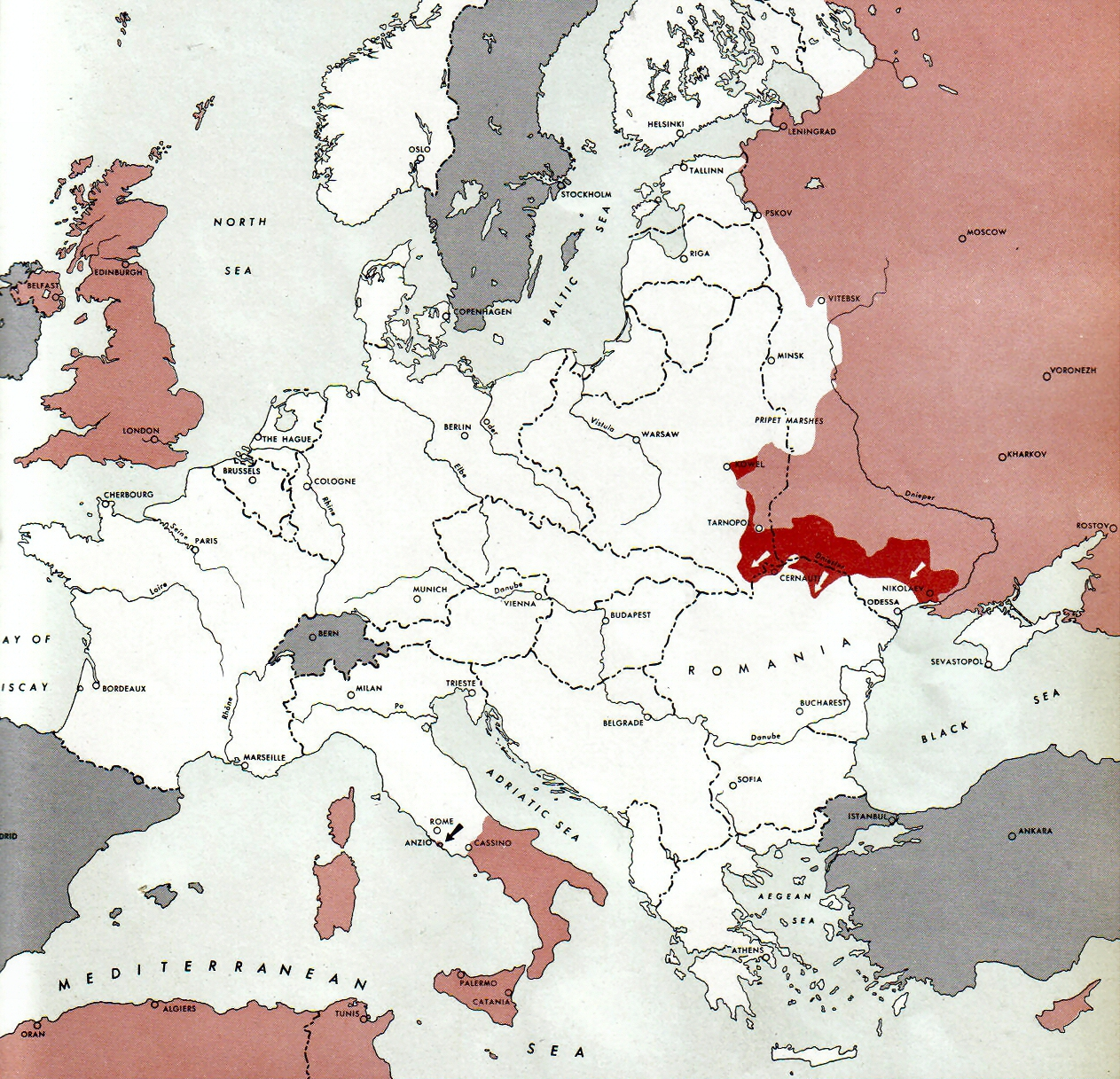
Europa 1 april 1944

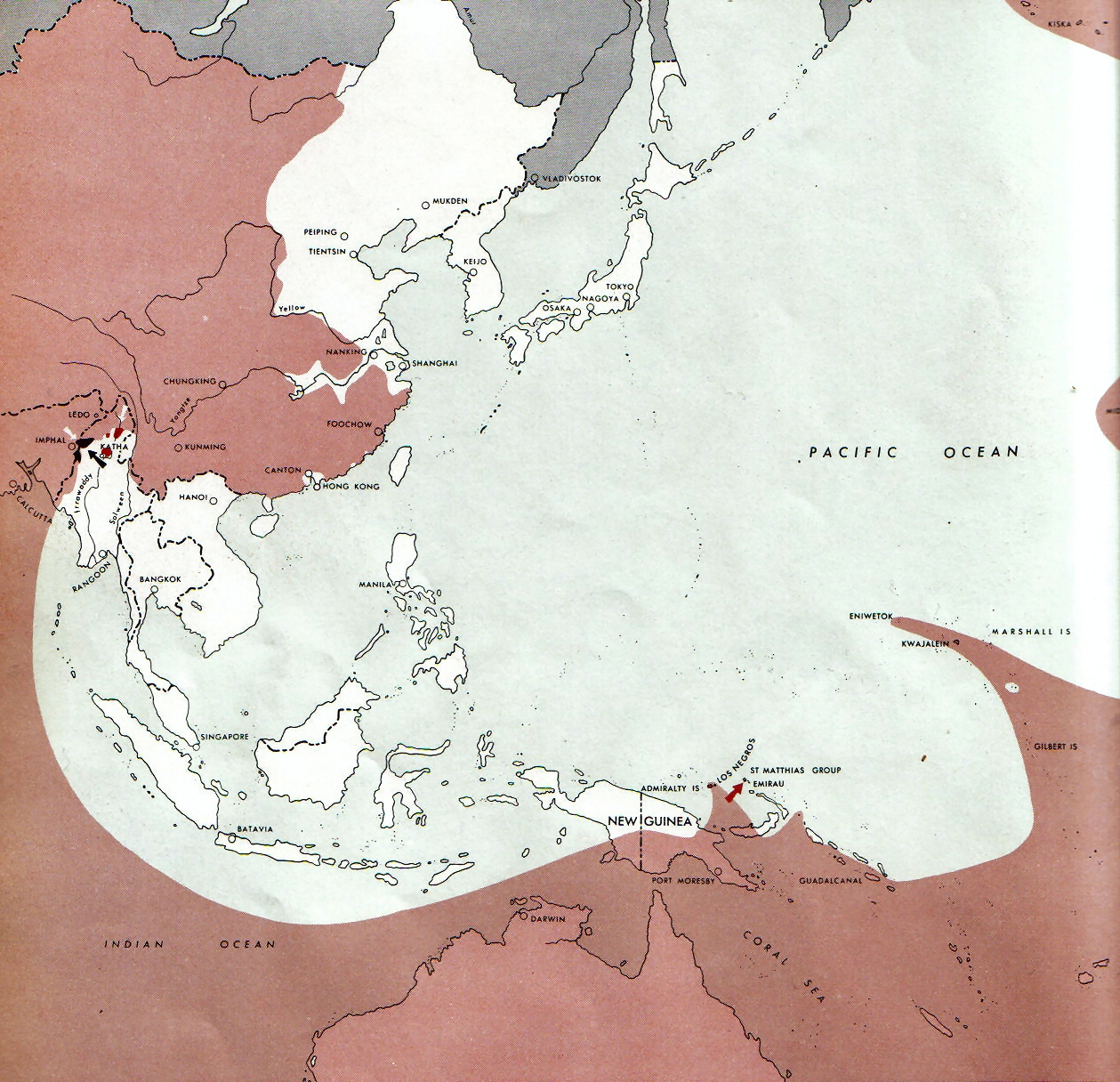
Zuidoost Azië 1 april 1944

- In Villeneuve-d'Ascq, nabij Rijsel, worden 86 burgers als represaille voor een sabotage-actie vermoord.
- Het Duitse slagschip Tirpitz is in het Altenfjord in Noorwegen door vliegtuigen van de Britse vliegdekschepen HMS Victorious en HMS Furious beschadigd. De Tirpitz is 14 keer geraakt en voor enkele maanden uitgeschakeld.

2 april
- De Sovjets steken de Proet over, en trekken daarmee Roemenië binnen.

4 april
- De Japanners beginnen een aanval op Kohima. Omdat de Britten dachten dat het doel van de Japanse actie Dimapur was, heeft Kohima slechts een lichte verdediging.

8 april
- Het Rode Leger bereikt de grens van Tsjecho-Slowakije.
- Het Rode Leger begint zijn aanval op De Krim.

9 april
- De Asmogendheden op De Krim trekken zich terug tot het zuidelijke uiteinde van de Landengte van Perekop.

10 april
- Odessa wordt door het Rode Leger veroverd.
- De Sovjets trekken De Krim zelf binnen. De Duitsers voeren de eerste fase van hun terugtrekking uit, de evacuatie van Kertsj.
- De Amerikanen beginnen bombardementen op de kustverdediger in zowel Normandië als Pas-de-Calais, als voorbereiding van Operatie Overlord en als afleidingsmanoeuvre, respectievelijk.
- Bij een geallieerd bombardement op Lille komen ruim 450 personen om het leven.

11 april
- De RAF voert met zes Mosquito-jachtbommenwerpers een precisiebombardement uit op het Centraal Bevolkingsregister in gebouw Kleykamp te Den Haag, dat hierbij volledig wordt verwoest.
- De Duitsers op De Krim trekken zich terug naar de Gneisenau-linie, ter hoogte van Simferopol.
- Bij een geallieerd bombardement op Gent komen meer dan 400 personen om.

12 april
- Troonsafstand van Victor Emanuel III.
- De Finse regering wijst de eis van de Sovjet-Unie om de oorlog te beëindigen van de hand.
- De Russen nemen Tiraspol in.
- Alle leden van het Spaanse 'blauwe legioen' die met de Asmogendheden aan het Oostfront vochten, zijn teruggekeerd in Spanje.

13 april
- Het Rode Leger bevrijdt Feodosija en Simferopol.

14 april
- Alle Duitse troepen hebben zich teruggetrokken tot voorbij de Dnjestr.

16 april
- Het sinds 24 maart omsingelde Duitse garnizoen in Tarnopol tracht uit te breken. Slechts 55 van de oorspronkelijk 4600 man weten daadwerkelijk bevriende troepen te bereiken.
- De Asmogendheden op De Krim trekken zich terug naar hun laatste verdedigingslinie, rond Sebastopol.
- De Russen bevrijden Jalta.

17 april
- Begin van Operatie Ichi-Go, een grootschalig Japans offensief in China, het grootste Japanse offensief ooit, met het Keikan-offensief alias de Slag om Centraal Henan. Doel is de verovering van het resterende deel van de spoorlijn Peking-Hankou en de stad Luoyang. Al de eerste dag van de aanval weten de Japanners de Gele Rivier over te steken.
- Japan start met aanvallen op Amerikaanse luchtmachtbases in Oost-China.

18 april
- Het Rode Leger neemt Balaklava in en begint de strijd om Sebastopol zelf, het laatste deel van de Krim dat nog in Duitse handen is.

20 april
- De Japanners geven het beleg van Kohima op.
- Turkije beëindigt de export van chroom naar Nazi-Duitsland.

21 april
- Ontslag van Henri Giraud.
- Geallieerde luchtaanval op Parijs.

22 april
- Begin van Operatie Reckless en Operatie Persecution: Geallieerde landingen op de noordkust van Nieuw-Guinea, bij Hollandia en Aitape.

23 april
- De Amerikanen nemen Hollandia in.

24 april
- De Australiërs nemen Madang in.

27 april
- Exercise Tiger, een geallieerde oefening voor de landing in Normandië bij Slapton Sands, loopt uit op een ramp als op de eerste dag honderden gedood worden door 'friendly fire', en op de tweede dag door aanvallen van Duitse Schnellboten.

28 april
- Begin van Operatie End Run, een opmars van Merrill's Marauders door de Burmese jungle naar Myitkyina.

## Mei
1 mei

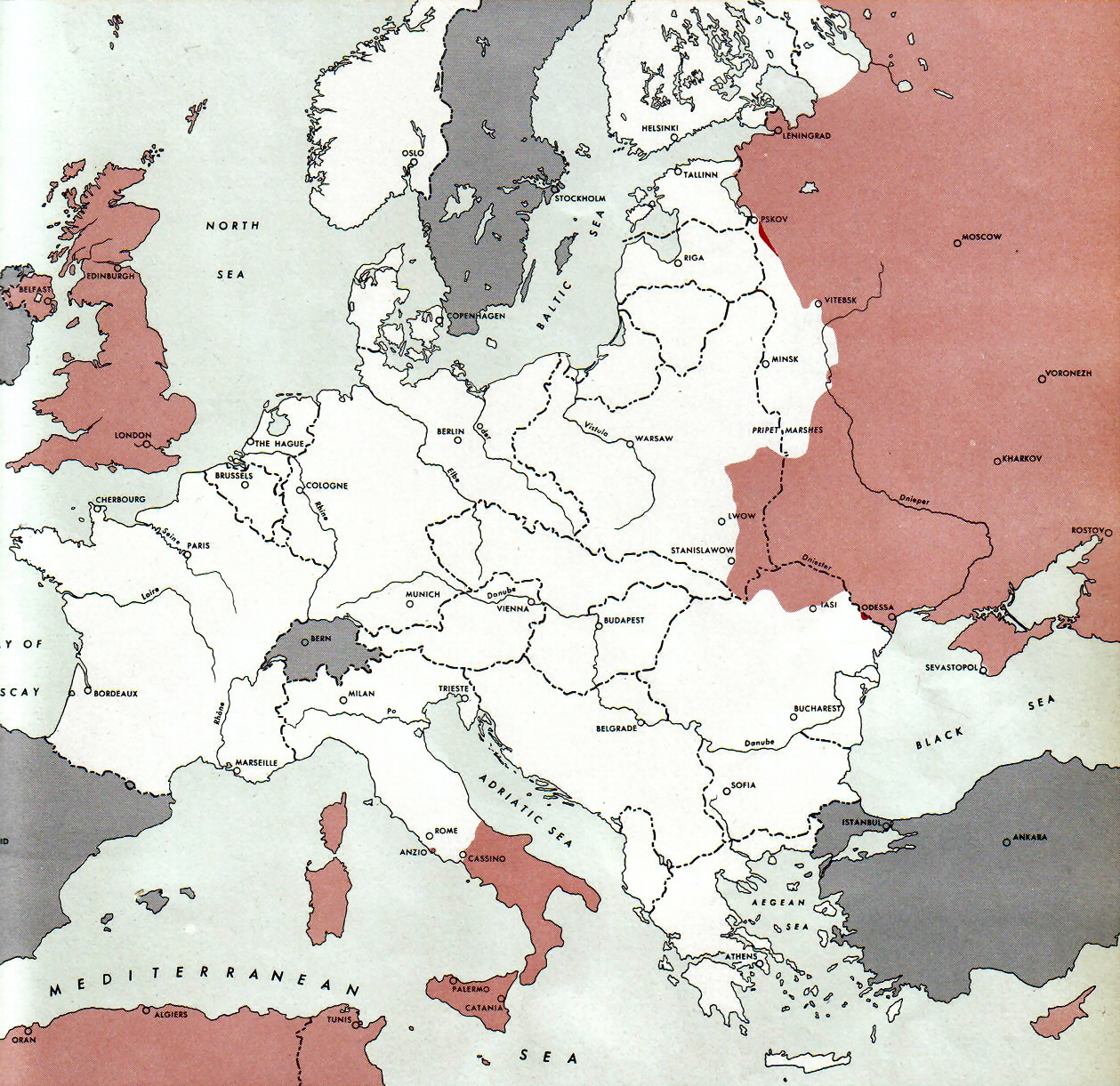
Europa 1 mei 1944

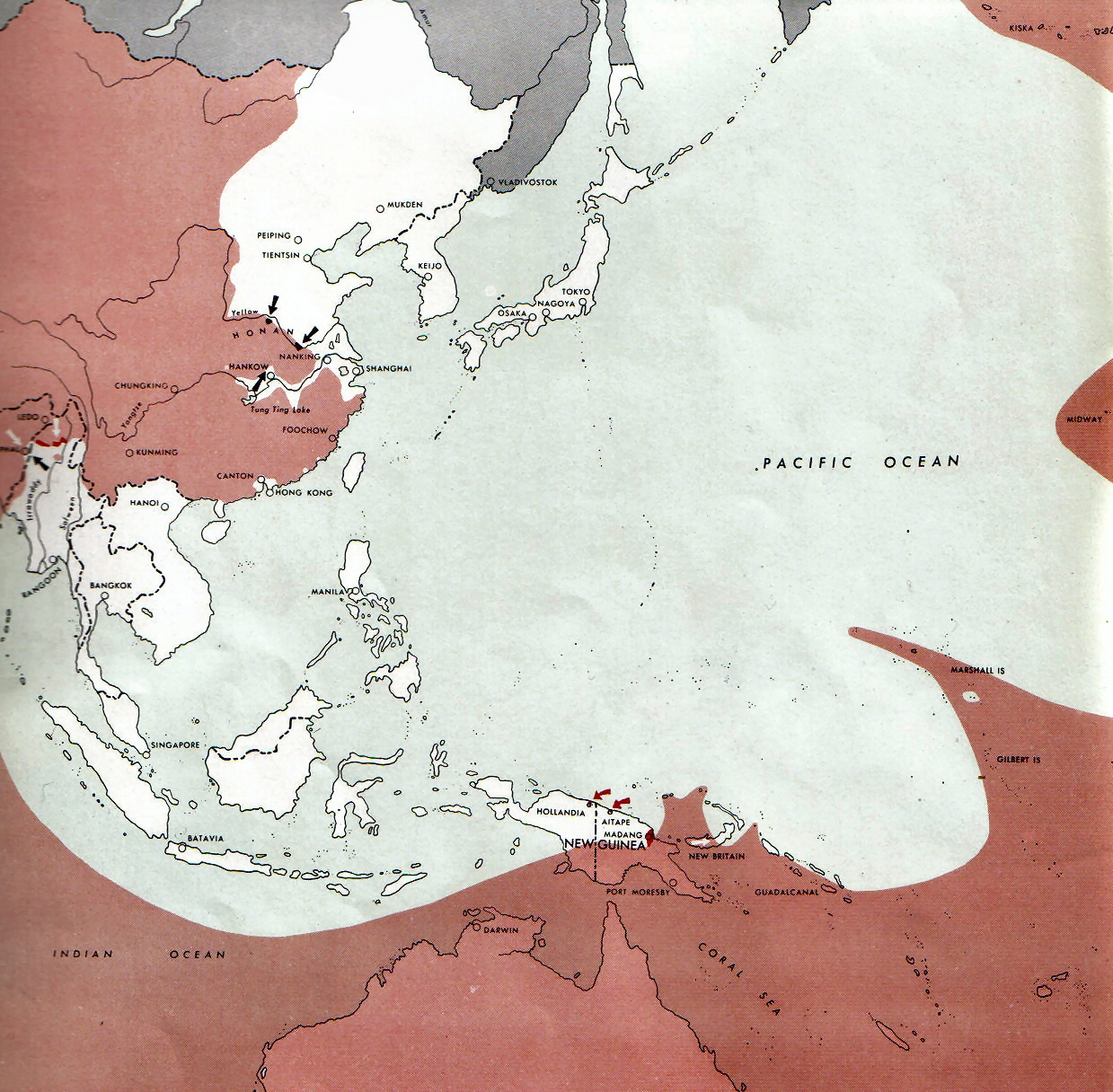
Zuidoost-Azië 1 mei 1 1944

- In de nacht van 1 op 2 mei 1944 mislukt een overval op het Huis van Bewaring aan de Weteringschans te Amsterdam, onder leiding van Gerrit van der Veen.

2 mei
- Spanje zet zijn leveringen wolfram aan Duitsland stop. Hierdoor wordt het Amerikaanse olie-embargo tegen het land opgeheven.
- Het Rode Leger gaat in de aanval bij Târgu Frumos. De Duits-Roemeense linies worden op meerdere plaatsen doorbroken, maar de Russen boeken groot verlies aan materieel.

3 mei
- Na een onsuccesvolle tweede dag wordt de Russische aanval bij Târgu Frumos stopgezet.

7 mei
- De Duitsers beginnen de evacuatie van Sebastopol, zich realiserende dat de stad spoedig zal vallen.

8 mei
- Rudolf Höss neemt weer tijdelijk de leiding van Auschwitz op zich. Hij gaat aldaar de vernietiging van de Hongaarse Joden organiseren.

9 mei
- Het Rode Leger verovert Sebastopol. Hiermee is de hele Krim weer in handen van de Sovjet-Unie.

10 mei
- De Sovjets nemen Sebastopol in.

11 mei
- Begin van Operation Diadem, een hernieuwde geallieerde poging de Gustavlinie te doorbreken en Monte Cassino in te nemen, en daarna hopelijk op te rukken naar Rome.

13 mei
- Franse Noord-Afrikaanse troepen veroveren Monte Majo, daarmee de eerste echte doorbraak van de Gustavlinie bereikend.
- De Krim is volledig bevrijd.
- De Japanners beginnen de aanval op Luoyang.

14 mei
- Algerijns-Franse troepen nemen Castelforte in.
- De Japanners hebben Luoyang volledig omsingeld.

15 mei
- Begin van grootschalige deportaties van Hongaarse Joden naar Auschwitz.

17 mei
- Bij een overval (op klaarlichte dag) op drukkerij Hoitsema in de Tuinbouwdwarsstraat te Groningen worden 133 450 distributiebonkaarten (‘zegeltjes’) buitgemaakt. Dit was de grootste 'vangst' bij een dergelijke overval tijdens de bezetting.
- Merrill's Marauders nemen na een mars door het oerwoud het vliegveld van Myitkyina in.

18 mei
- De geallieerden bezetten Monte Cassino.
- De Admiraliteitseilanden zijn volledig in geallieerde handen.
- De Krim-Tataren worden gedeporteerd van de Krim naar Oezbekistan.

20 mei
- De geallieerden bevrijden Fondi.
- De Amerikanen nemen Wakde in.

21 mei
- Pico valt in geallieerde handen.
- De geallieerden beginnen een systematische serie van bombardementen om het spoorverkeer in West-Europa uit te schakelen.

23 mei
- Canadese troepen breken door de Adolf Hitlerlinie heen en nemen Pontecorvo in.
- De geallieerde troepen rond Anzio breken uit hun omsingeling.

24 mei
- De geallieerden nemen Terracina in.

25 mei
- Het Duitse Tiende Leger moet zich op de Caesarlinie in Italië terugtrekken.
- De Japanners veroveren Luoyang.

26 mei
- Begin van het Japanse Shokei-offensief. Vanuit noordelijke richting vallen ze Hunan binnen richting Changsha.

27 mei
- Amerikaanse landing op Biak (Nederlands Nieuw-Guinea).

28 mei
- De Canadezen nemen Ceprano in.

29 mei
- Een Japanse tegenaanval zorgt dat de Amerikanen slechts ter nauwernood hun bruggehoofd op Biak in stand kunnen houden.

30 mei
- De Britten bevrijden Arce.

31 mei
- De geallieerden veroveren Frosinone en Velletri.
- Kotoku Sato, de Japanse bevelhebber bij Kohima (India), trekt zijn troepen terug, tegen het bevel van zijn meerdere, Renya Mutaguchi.

## Juni
2 juni

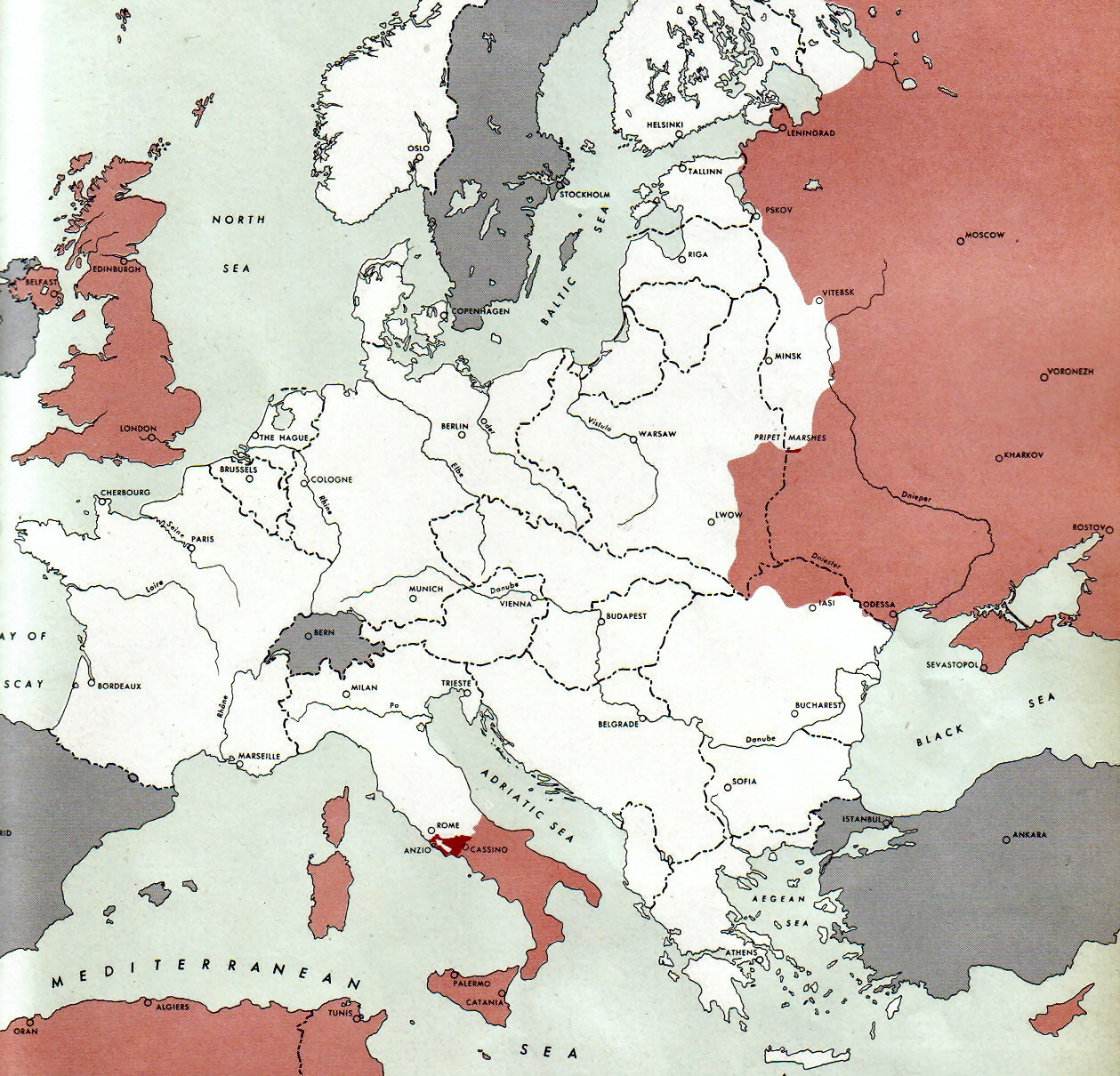
Europa 1 juni 1944

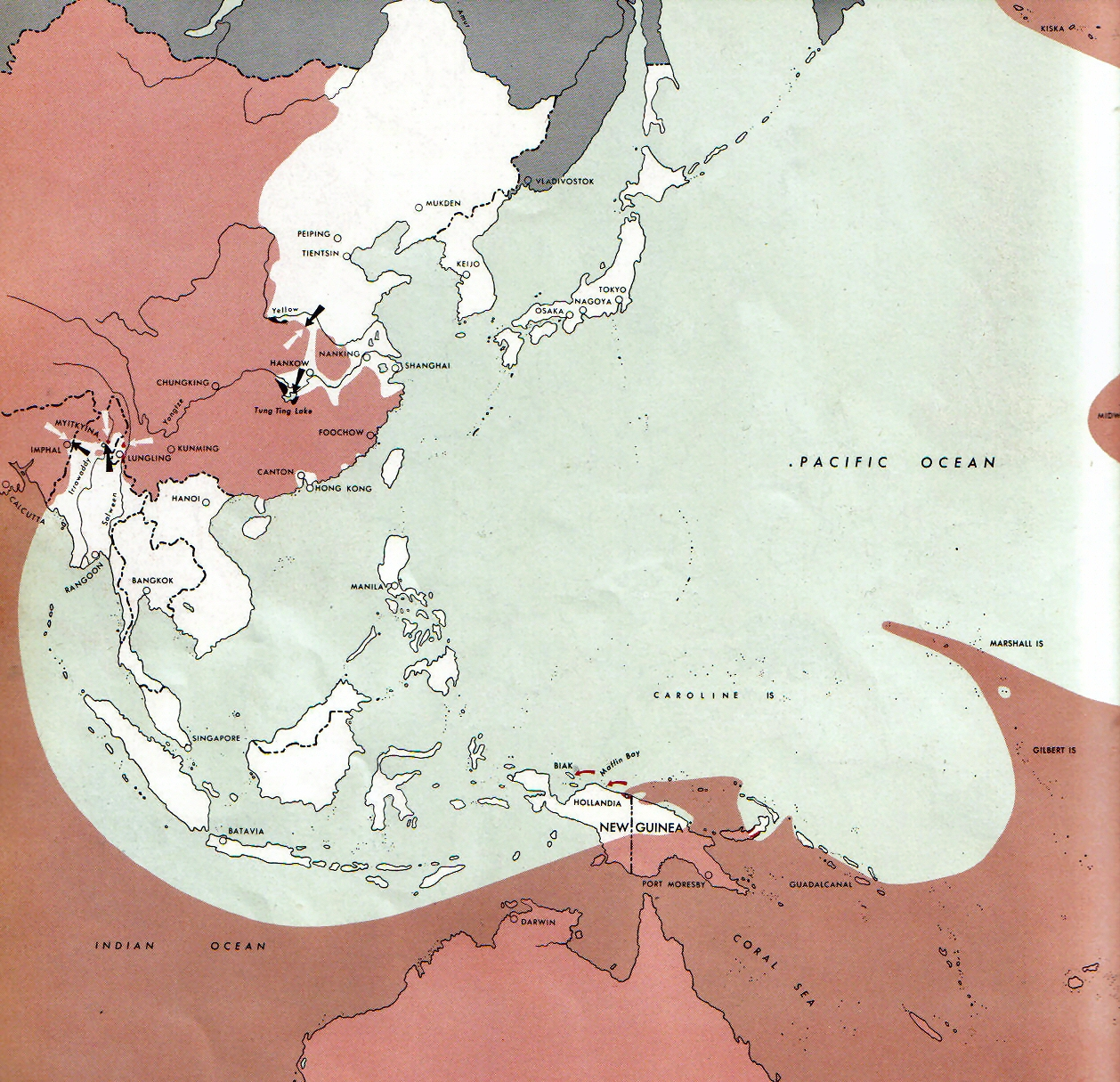
Zuidoost Azië 1 juni 1944

- Begin van Operatie Frantic: Amerikaanse vliegtuigen stijgen op van Groot-Brittannië of Italië, voeren bombardementen uit in Duitsland of Oost-Europa en landen in Oekraïne, waarna ze op de terugweg een tweede ronde bombardementen uitvoeren.

3 juni
- De CFLN verandert de naam in Voorlopige Regering van de Franse Republiek (Gouvernement provisoire de la République française (GPRF)).
- De Duitsers verklaren Rome een open stad.
- De geallieerden nemen Abano en Anagni in.

4 juni
- Rome wordt bevrijd door de geallieerden.

6 juni
- D-Day: De geallieerde invasie in Frankrijk vindt plaats onder de codenaam Operatie Overlord. Het is een van de grootste landingsoperaties uit de militaire geschiedenis. Verder worden Operatie Neptune en Operatie Ceronimo uitgevoerd; de eerste is de operatie waarbij alle oorlogsschepen zich verzamelen bij Portsmouth; de tweede is de nachtelijke luchtlandingsoperatie boven Normandië.
- Geallieerde bombardementen richten grote schade aan in Caen; de bruggen over de Orne, die het doel zijn van het bombardement, blijven echter gespaard.

7 juni
- Bayeux wordt, als eerste Franse stad op het vasteland van Europa, bevrijd.
- De geallieerden bevrijden Civitavecchia.

9 juni
- Begin van Sovjet-offensief in Karelië tegen de Finnen.
- In Tulle worden door de Duitsers 97 mannen vermoord.
- De geallieerden beginnen op te rukken vanuit hun bruggenhoofden in Normandië. Deze dag worden Azeville en Trévières ingenomen.
- Pietro Badoglio treedt af als premier van Italië. Ivanoe Bonomi volgt hem op.

10 juni
- Gerrit van der Veen wordt in Overveen terechtgesteld, samen met o.a. Frans Duwaer (gearresteerd op 8 juni 1944), de drukker van zijn persoonsbewijzen.
- Bloedbad van Oradour-sur-Glane: Vrijwel alle 650 inwoners van de Franse plaats Oradour-sur-Glane wordt uitgemoord door de SS.
- Utah wordt verbonden met de andere landingsplaatsen in Normandië.
- De Britten nemen Pescara en Chieti in.

11 juni
- In Arnhem worden 56 mensen uit het Huis van Bewaring bevrijd.
- Begin van Operatie Forenger, de Amerikaanse landing op de Marianen, met een bombardement op Saipan, Tinian, Guam en Rota.
- De Amerikanen bevrijden in Normandië Carentan en Lison.

13 juni
- De eerste vliegende bommen (V1) komen neer in Engeland.

14 juni
- Charles De Gaulle komt aan in Normandië en houdt in Bayeux een toespraak.

15 juni
- De Amerikanen landen op Saipan in de Marianen.
- Koning Leopold III van België wordt overgebracht naar Duitsland.
- De geallieerden bombarderen de haven van Le Havre.

16 juni
- De Britten nemen Spoleto in.
- De Finnen trekken zich terug tot Viipori en de Vuoksi-rivier en geven Oost-Karelië op.

17 juni
- Amerikaanse troepen stoten door naar Avranches en snijden daarmee de verbindingen met Cotentin, het westelijke deel van Normandië, af.

18 juni
- De Japanners nemen Changsha in.

19 juni
- De Sovjettroepen doorbreken de Mannerheim-linie.
- Russische partizanen verwoesten spoorwegen in Wit-Rusland ter voorbereiding van Operatie Bagration.
- De beide geallieerde mulberryhavens worden door storm verwoest. Slechts een van de twee kan worden gerepareerd.
- Bevrijding van Valognes en Montebourg.
- De geallieerden bereiken het Trasimeense Meer.

19-20 juni
- Slag in de Filipijnenzee: Zeeslag tussen Amerikaanse en Japanse vliegdekschepen tussen de Filipijnen en Guam. De Japanners verliezen grote aantallen vliegtuigen en diverse vliegdekschepen.

20 juni
- De Britten veroveren Perugia.

21 juni
- De Sovjets nemen Viipori in.
- De weg tussen Kohima en Imphal is weer geheel in Britse handen. Einde van het beleg van Kohima.

22 juni
- De Russische Operatie Bagration, die zowat heel de Duitse Legergroep Midden zal vernietigen, gaat van start.
- Begin van de Slag om Cherbourg.

23 juni
- Operatie Bagration, na wat meer een proefaanval was de vorige dag, komt op volle gang met zware lucht- en artilleriebombardementen.
- Op vrijdag 23 juni 1944, precies één jaar na de vier succesvolle overvallen op één dag, werd een mislukte overval op een distributiekantoor in Haarlem gepleegd in opdracht van Johannes Post. Jan Wildschut wordt hierbij opgepakt en komt niet meer vrij.
- De Japanse opmars bereikt de omgeving van Hengyang.

24 juni
- In Kopenhagen vernielen verzetsmannen de belangrijkste wapenfabrieken van Denemarken.
- De Russen bereiken de Dvina, nog voor de Duitsers gereed zijn met hun terugtrekking over de rivier, en steken deze dezelfde dag nog over. De Duitsers in Vitebsk raken volledig afgesneden.

25 juni
- Start Operatie Martlet als voorbereiding op Operatie Epsom in de Slag om Caen.
- De geallieerden zijn van 3 kanten Cherbourg binnengetrokken.
- De geallieerden veroveren Piombino.
- Begin van de Slag bij Tali–Ihantala, een poging van de Russen een doorbraak te forceren op de Karelische Landengte.

26 juni
- Start Operatie Epsom als onderdeel van de Slag om Caen.

27 juni
- Cherbourg is geheel in geallieerde handen, als eerste Franse haven.

28 juni
- Philippe Henriot, minister van Voorlichting van het Vichy-regime, wordt door de Maquis vermoord.
- De Russen nemen Petrozavodsk in.

29 juni
- Onsuccesvolle Duitse tegenaanval nabij Caen.
- De Sovjets nemen Bobruisk in.

## Juli
1 juli

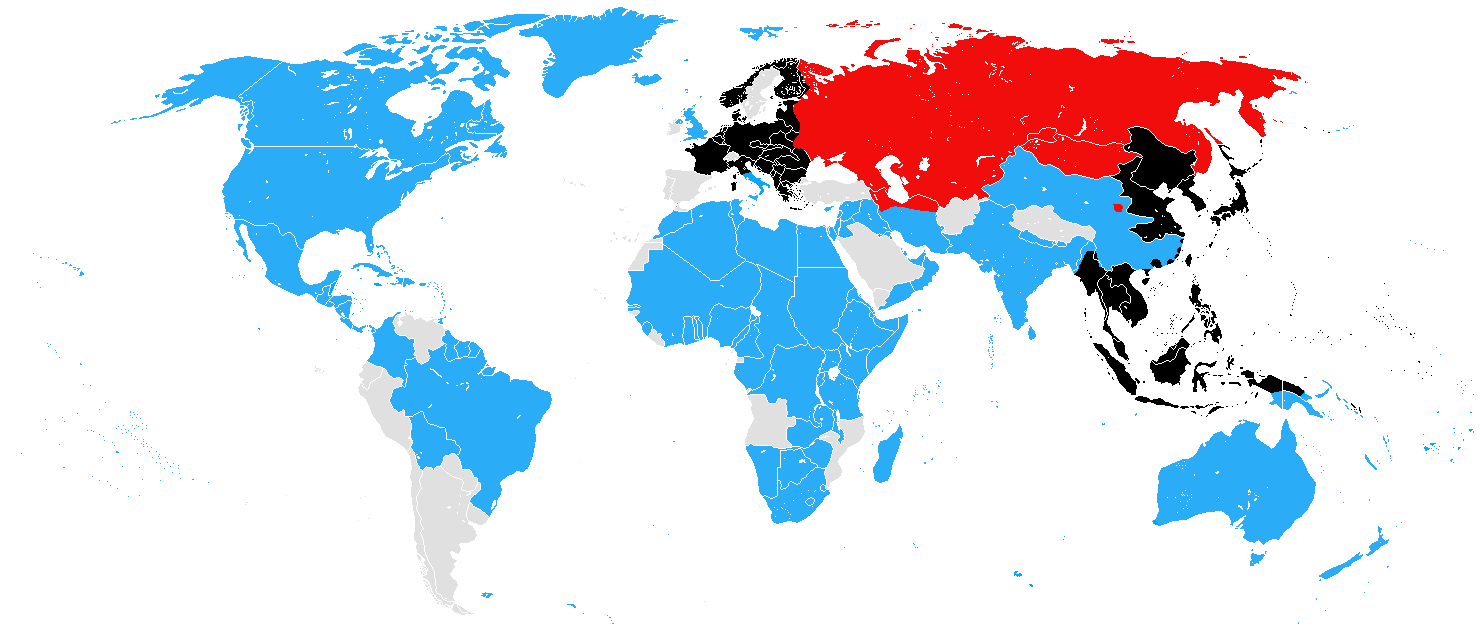
De geallieerden (blauw en rood) en de asmogendheden (zwart) in juli 1944

- De conferentie van Bretton Woods in New Hampshire gaat van start.
- De geallieerden bevrijden Cecina.
- De Sovjets veroveren Borisov.

2 juli
- De Sovjetlegers bereiken Minsk.
- De geallieerden landen op Numfor.
- Geallieerd bombardement op Boedapest.

3 juli
- De geallieerden in Italië nemen Siena en Cortona in.

5 juli
- Het Rode Leger herovert Minsk.

7 juli
- De Japanners besluiten de strijd op Saipan met een grootschalige zelfmoordaanval.
- Miklós Horthy geeft opdracht de deportatie van Hongaarse Joden naar Auschwitz te beëindigen.

8 juli
- De Franse politicus Georges Mandel wordt door collaborateurs ter dood gebracht.
- Japan trekt zich terug uit Imphal.
- Het Rode Leger neemt Lida en Baranavitsjy in, die onderdeel vormen van een haastig opgetrokken Duitse verdedigingslinie.
- De Britten en Canadezen bereiken de buitenwijken van Caen.

9 juli
- Japanse soldaten en burgers op Saipan plegen massale zelfmoord om te voorkomen in Amerikaanse handen te vallen.
- Caen ten westen van de Orne valt in geallieerde handen.
- De geallieerden bevrijden Volterra.

11 juli
- De zak rond Minsk is beslist in het voordeel van het Rode Leger. De Duitsers verliezen 105.000 man; 70.000 doden en 35.000 krijgsgevangenen.

13 juli
- Duitse represailles tegen de burgerbevolking van Vercors.
- Het Rode Leger neemt Vilnius in.
- Begin van het Lvov-Sandomierz Offensief, een grootschalige Russische aanval in het zuiden (Oekraïne).

14 juli
- In de nacht van 14 op 15 juli 1944 wordt een mislukte overval op de Weteringschans uitgevoerd onder leiding van Johannes Post.
- De Russen bevrijden Opotsjka.

15 juli
- Claus Schenk von Stauffenberg tracht een aanslag op Adolf Hitler te plegen in de Wolfsschanze, doch omdat de ontmoeting daar ingekort wordt, wordt de aanslag uitgesteld.

16 juli
- Op zondag 16 juli worden de verzetsstrijders Johannes Post, Jan Niklaas Veldman, Willem Frederik Smit, Arie Stramrood, Jacques Stil, Hilbert van Dijk, Cor ten Hoope, J. Balder, Frits Boverhuis, Nico Jonk, Ernst Klijzing, Ferdinand Ploeger, R. Prins en Koen Rozendaal in de duinen bij Overveen geëxecuteerd
- Het Rode Leger herovert Vilnius en Grodno.
- De geallieerden nemen Arezzo in.
- De actieve deelname van Brazilië in de oorlog begint met een ontscheping van troepen in Napels.

17 juli
- Veldmaarschalk Rommel raakt gewond bij een geallieerde luchtaanval. Hij wordt vervangen door veldmaarschalk Günther von Kluge.
- De Duitsers trekken zich terug uit Saint-Lô.

18 juli
- Caen wordt door Britse en Canadese troepen bevrijd.
- De Amerikanen bevrijden Saint-Lô.
- De Japanse premier Hideki Tojo treedt af vanwege de verslechterde militaire situatie. Hij wordt opgevolgd door Kuniaki Koiso.
- De Duitsers besluiten (eindelijk) mobiele troepen vanaf Pas-de-Calais naar Normandië te verplaatsen.
- De geallieerden bevrijden Ancona.

19 juli
- Livorno valt in geallieerde handen.
- Het Rode Leger steekt de grens met Letland over.

20 juli
- Er wordt een aanslag op Hitler gepleegd in zijn hoofdkwartier Wolfsschanze nabij Rastenburg. De aanslag mislukt. Enkele stafofficieren kwamen om het leven, maar Hitler raakte slechts lichtgewond.

21 juli
- Amerikaanse landing op Guam onder Roy Geiger.
- Begin van de razzia's in Amsterdam voor de Arbeitseinsatz.
- De Franse troepen verlaten het strijdtoneel in Italië om ingezet te gaan worden in Operatie Anvil, de landing in Zuid-Frankrijk.
- De Sovjets bevrijden Ostrov.

23 juli
- In Chełm wordt met medewerking van de Sovjet-Unie het Pools Comité van Nationale Bevrijding gevormd.
- Pisa wordt door de Amerikanen bevrijd.
- De Sovjets nemen Pskov in.
- Begin van de opstand van Lvov: Poolse verzetsstrijders in Lvov strijden in de stad tegen de Duitse bezetters.

24 juli
- Het vernietigingskamp Majdanek wordt door het Rode Leger bevrijd. Het is het eerste vernietigingskamp dat bevrijd wordt.
- De Russen veroveren Lublin.
- De Amerikanen landen op Tinian (Marianen)

25 juli
- De start van Operatie Cobra, een geallieerde operatie om te trachten uit het bruggenhoofd in Cotentin uit te breken.
- Een grootschalige Japanse tegenaanval op Guam leidt voornamelijk tot grote verliezen aan manschappen bij de Japanners zelf. De Japanners trekken zich terug in de jungle.

26 juli
- De Sovjets nemen Narva in, nadat de Duitsers zich hebben teruggetrokken naar de Tannenberglinie ten westen van de stad.
- Benito Mussolini geeft opdracht tot het vormen van de Zwarte Brigades om de Partizanen te bestrijden.

27 juli
- De Sovjets nemen Šiauliai in. Dit betekent dat in slechts 1 week de helft van de afstand van de Russisch-Letse grens tot de kust is afgelegd.
- Het Rode Leger verovert Dvinsk en Rēzekne.
- Begin van de Slag om de Tannenberglinie in noordoost Estland.
- De Sovjets veroveren Lvov. Hoewel ze samen tegen de Duitsers gevochten hebben, worden de Poolse strijders door de Sovjets gearresteerd.
- De Sovjets nemen Przemyśl in.
- Bij Magnuszew vestigen de Sovjets een bruggenhoofd aan de westoever van de Wisła.

28 juli
- Sovjettroepen veroveren Brest.
- Operatie Cobra is een succes, en de Duitsers trekken zich terug uit Cotentin.
- De beide Amerikaanse bruggenhoofden op Guam worden verbonden.

29 juli
- De Amerikanen rukken Coutances binnen.
- Het Rode Leger herovert Lviv.

30 juli
- De Amerikanen bevrijden Granville en Avranches.
- De Sovjets veroveren Tukums. Het Duitse leger in Estland en oostelijk Litouwen is daarmee volledig afgesneden.

31 juli
- De Franse piloot-schrijver Antoine de Saint-Exupéry wordt tijdens een verkenningsvlucht boven de Middellandse Zee neergeschoten en komt om het leven.

## Augustus
1 augustus

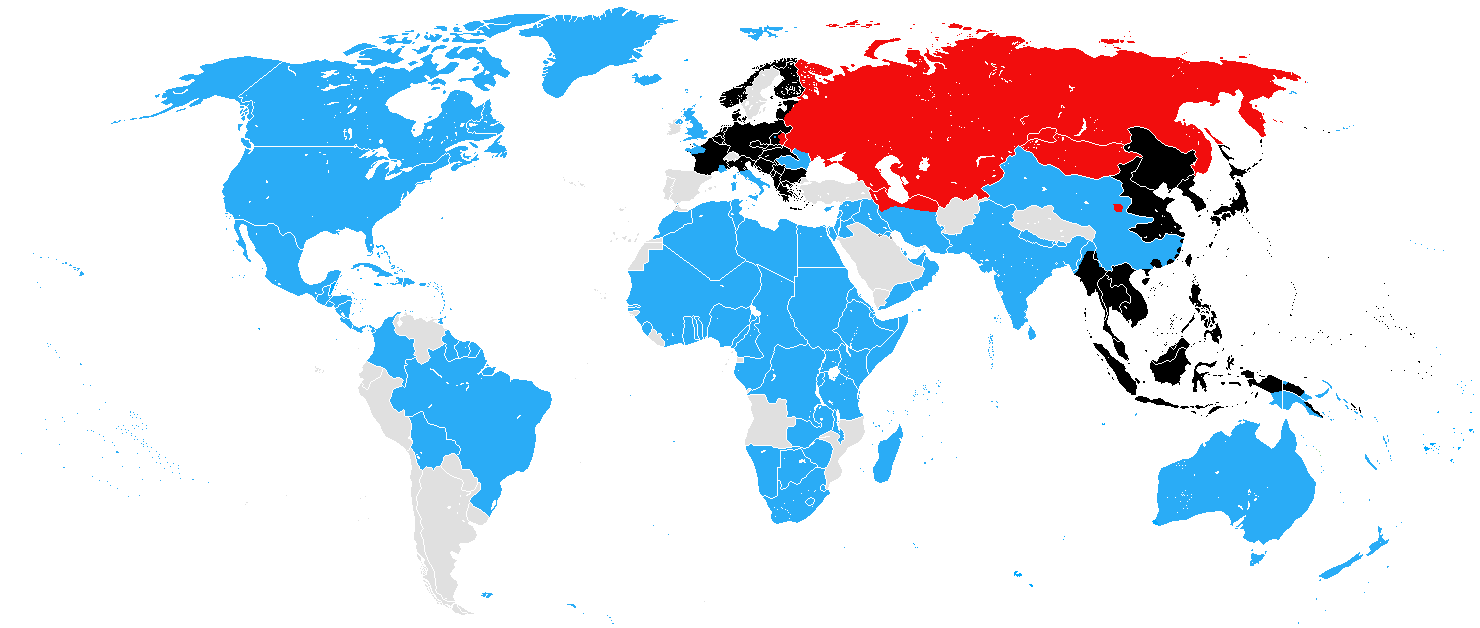
De geallieerden (blauw en rood) en de asmogendheden (zwart) in augustus 1944

- Begin van de opstand in Warschau.
- De Finse president Risto Ryti treedt af. Reden hiervoor is de afspraak dat Finland geen vergelijk maakt met de Sovjet-Unie in ruil voor Duits oorlogsmaterieel. Ryti beschouwt dit als een persoonlijke afspraak tussen hem en Joachim von Ribbentrop, en zijn aftreden bevrijdt derhalve de Finse regering van deze verplichting.
- De strijd op Tinian komt ten einde, de Amerikanen hebben het gehele eiland in handen.

2 augustus
- De Amerikanen bereiken Dinan en Rennes.
- Turkije verbreekt de diplomatieke betrekkingen met Duitsland.

3 augustus
- Na een maandenlange strijd nemen de Britten Myitkyina in.

4 augustus
- De Amerikanen bevrijden Rennes.
- Anne Frank en haar familie worden gevangengenomen door de nazi's.
- Gustav Mannerheim wordt benoemd tot nieuwe president van Finland.
- De Duitse troepen in Bretagne trekken zich terug naar de havens.
- De geallieerden nemen het deel van Florence ten zuiden van de Arno in. De Duitsers hebben de stad een open stad verklaard, er wordt dus niet gevochten, maar wel de bruggen over de rivier onklaar gemaakt.

5 augustus
- De Amerikanen nemen Vannes in.

8 augustus
- De Amerikanen bevrijden Le Mans en La Flèche.
- De Japanners nemen Hengyang in.

9 augustus
- Amerikaanse landing op Timor.
- Begin van de ontruiming van de concentratiekampen rond het (voormalige) ghetto van Łódź. De gevangenen zullen naar Auschwitz worden overgebracht.

10 augustus
- De strijd om Guam wordt beëindigd, het eiland is volledig in Amerikaanse handen.
- Het spoorwegpersoneel in Parijs gaat in staking, wat de verplaatsing van Duitse soldaten ernstig bemoeilijkt.
- Acht betrokkenen bij de moordaanslag op Adolf Hitler (zie Complot van 20 juli 1944) krijgen de doodstraf uitgesproken, die meteen wordt uitgevoerd.

11 augustus
- De Amerikanen veroveren Nantes en Angers.

12 augustus
- De Amerikanen bevrijden Alençon.

13 augustus
- De gendarmerie van Parijs sluit zich aan bij de spoorwegstaking.

14 augustus
- De Roemeense dictator Ion Antonescu en de anti-Nazi groepen in het land sluiten een wapenstilstand, zodat het land zich kan richten op de verdediging tegen de Sovjet-Unie.

15 augustus
- Amerikaanse troepen onder generaal Patch en Franse troepen onder generaal de Lattre de Tassigny voeren landingen in Zuid-Frankrijk tussen Toulon en Cannes. Operatie Dragoon wordt een geallieerd succes.

16 augustus
- De Amerikanen bevrijden Chartres.
- Andrej Vysjinski, de Russische plaatsvervangend minister van buitenlandse zaken, meldt de westerse geallieerden dat geallieerde vliegtuigen na eventuele wapendroppingen in Warschau om de opstand daar te steunen, achteraf niet op Russisch grondgebied mogen landen.

17 augustus
- Bombardement op Bremen. Meer dan 1000 personen komen om.
- De geallieerden veroveren Falaise.
- De Duitse legers in Zuid-Frankrijk krijgen opdracht zich terug te trekken tot aan de omgeving van Dijon, en een nieuwe verdedigingslinie op te zetten tussen Het Kanaal en de Zwitserse grens.
- De geallieerden bevrijden Orléans, Dreux en Châteaudun.
- De resterende Duitsers in Saint-Malo geven zich over.
- Günther von Kluge wordt als operbevelhebber van de Duitse legers in Frankrijk vervangen door Walter Model.
- De Duitsers beginnen de ontruiming van Parijs.
- De Sovjets nemen Schirwindt in Oost-Pruisen in, het eerste stukje Duitsland dat door de geallieerden wordt veroverd.

18 augustus
- De Vrije Fransen bevrijden Haute-Savoie.
- Laval, gevangengenomen door de Duitsers, wordt overgebracht naar Belfort.
- Het Rode Leger lanceert een succesvol offensief in Roemenië.
- De geallieerden voltooien de omsingeling van de Zak van Falaise. Ongeveer de helft van de Duitse troepen in het gebied zijn er niet in geslaagd zich oostwaarts terug te trekken, en zijn nu afgesneden.
- De voorhoede van de geallieerde opmars bereikt Versailles.
- Ernst Thälmann wordt in concentratiekamp Buchenwald op bevel van Hitler gedood.

19 augustus
- De politie in Parijs sluit zich aan bij het verzet en raakt slaags met de bezetters. Begin van de opstand in Parijs.
- Günther von Kluge pleegt zelfmoord.
- Bij Mantes-la-Jolie bereiken de geallieerden de Seine.
- De Duitsers heroveren Tukums en kunnen daarmee het contact met de troepen in Estland en oostelijk Letland herstellen.

20 augustus
- In Vichy-Frankrijk wordt Pétain gearresteerd en overgebracht naar Belfort.
- Bloedbad in Saint-Genis-Laval.
- De Zweedse consul-generaal Raoul Nordling bewerkstelligt een uitwisseling van gevangenen en een wapenstilstand in de opstand van Parijs.
- Het Rode Leger valt Roemenië binnen, met twee grote aanvallen in de gebieden rond Iași en Tiraspol. Op beide fronten wordt al deze eerste dag grote winst geboekt.
- Bij Mantes-Gassicourt steken de Amerikanen de Seine over.
- De geallieerden bereiken Fontainebleau.

21 augustus
- De snelle opmars van de Russen in Roemenië zet door. De Roemeense legers worden vernietigd, en het in Roemenië gelegerde Duitse 6e Leger dreigt afgesneden te raken.
- De geallieerden bevrijden Aix-en-Provence.

22 augustus
- Japan voert dienstplicht in legerondersteunende taken in voor vrouwen tussen 12 en 40.
- Adolf Hitler beveelt de verwoesting van Parijs. Dietrich von Goltitz weigert de volgende dag dit bevel op te volgen.
- Begin van Aktion Gitter: Niet-NSDAP politici in Duitsland worden opgepakt en naar concentriekampen gestuurd.
- Op Kreta worden dorpen uitgemoord, verwoest en/of geplunderd om de bevolking af te schrikken van het verstoren van de aankomende Duitse terugtrekking van het eiland.

23 augustus
- De Fransen bereiken in het zuiden Marseille en Toulon.
- De Amerikanen veroveren Grenoble.
- De twee Russische aanvalsbewegingen in Roemenië maken contact. Het grootste deel van het 6e Leger is omsingeld.
- Koning Michaël van Roemenië pleegt een staatsgreep en zet Ion Antonescu gevangen. De Roemeense legers stoppen de strijd, en Roemenië kondigt aan toe te treden tot de Verenigde Naties (de geallieerden). Een nieuwe regering wordt gevormd onder de partijloze Constantin Sănătescu.
- Italiaanse partizanen nemen Baceno in. In de volgende dagen brengen ze de omringende dalen onder hun controle.
- Adolf Hitler beveelt de vernietiging van de bruggen over de Seine in en rond Parijs. Hans Speidel weigert het bevel uit te voeren.
- In Padule di Fucecchio, Italië worden minstens 174 burgers vermoord in een vergeldingsactie.

24 augustus
- Gevechten tussen Roemenen en Duitsers en zware Duitse bombardementen in Boekarest.
- Roemenië verklaart Duitsland de oorlog.
- Franse troepen trekken Parijs binnen.
- Bevrijding van Cannes en Arles.
- Joseph Goebbels beveelt dat alle artiesten, die tot nog toe een ontheffing hebben gehad, zich per 1 september bij de Wehrmacht moeten melden.

25 augustus
- Generaal Dietrich von Choltitz, Wehrmachtsbefehlshaber von Groß-Paris, geeft Parijs ongeschonden over aan Franse troepen.
- Bloedbad in Maillé.
- Bevrijding van Avignon.
- De geallieerden beginnen een nieuwe aanval aan de oostkust van Italië.
- Massamoord van Maillé: De SS vermoordt 129 burgers in vergelding voor verzetsactiviteit in het dorp, en het dorp wordt platgebrand.
- Bij een vergeldingsactie in Chortiatis worden 146 burgers gedood.

26 augustus
- Toulon wordt door Franse troepen onder generaal de Lattre de Tassigny bevrijd.
- De Sovjets in Roemenië bereiken de Donau. De omsingeling van het 6e leger wordt voltooid.
- Bulgarije verklaart zich neutraal. De Duitse troepen dienen Bulgarije te verlaten, en Duitsers die Bulgarije binnenkomen zullen worden ontwapend.
- Garnizoenen in diverse dorpen en steden in Slowakije lopen over naar de partizanen.
- Het Rode Leger krijgt bevel alle Poolse soldaten die proberen via het Russische front Warschau te bereiken om te assisteren bij de opstand te ontwapenen en te arresteren.
- Charles de Gaulle leidt een overwinningsparade in Parijs.
- Adolf Hitler beveelt de terugtrekking van de Duitse troepen uit Griekenland.

27 augustus
- Bevrijding van Nîmes, Béziers en Narbonne.
- De geallieerde bevoorradingsvluchten naar Warschau worden tijdelijk stilgezet vanwege te grote verliezen.

29 augustus
- Marseille wordt door Franse troepen onder generaal de Lattre de Tassigny bevrijd.
- De regering van Slowakije meldt dat het land door Duitse troepen bezet is. Verzetsleider Ján Golian geeft opdracht voor het begin van een algemene opstand.

30 augustus
- Reims en Rouen worden bevrijd.
- Bombardement op Koningsbergen. Grote delen van de stad worden volledig verwoest.

31 augustus
- Het Rode Leger bereikt de Wisła.
- Boekarest wordt veroverd door de Sovjets.

exacte datum onbekend
- Pangeran Adipati en Pangeran Agung, de zoons van sultan Syarif Muhammad Alkadrie van Pontianak, worden door de Japanners in het openbaar onthoofd

## September
1 september

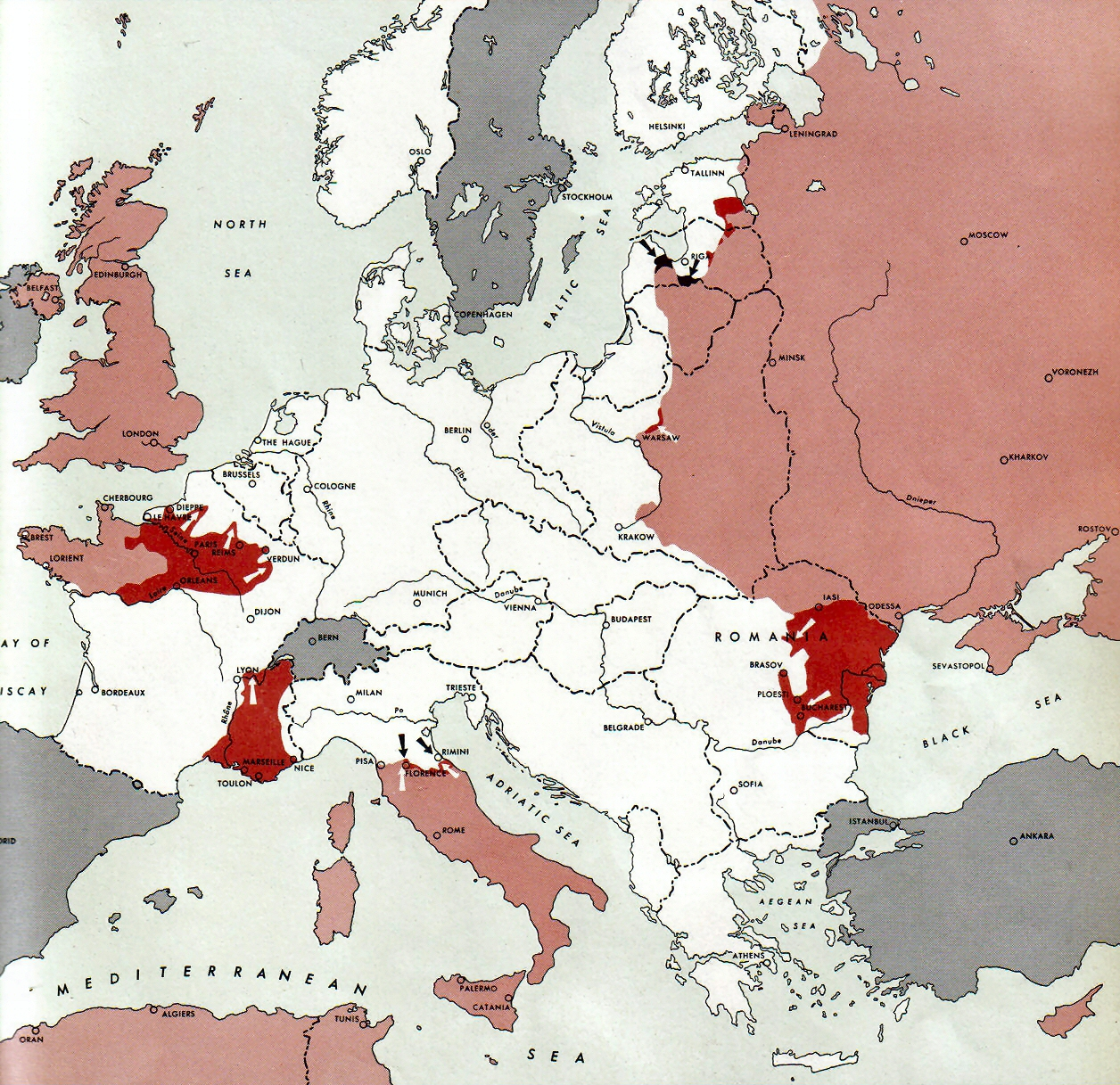
Europa 1 september 1944

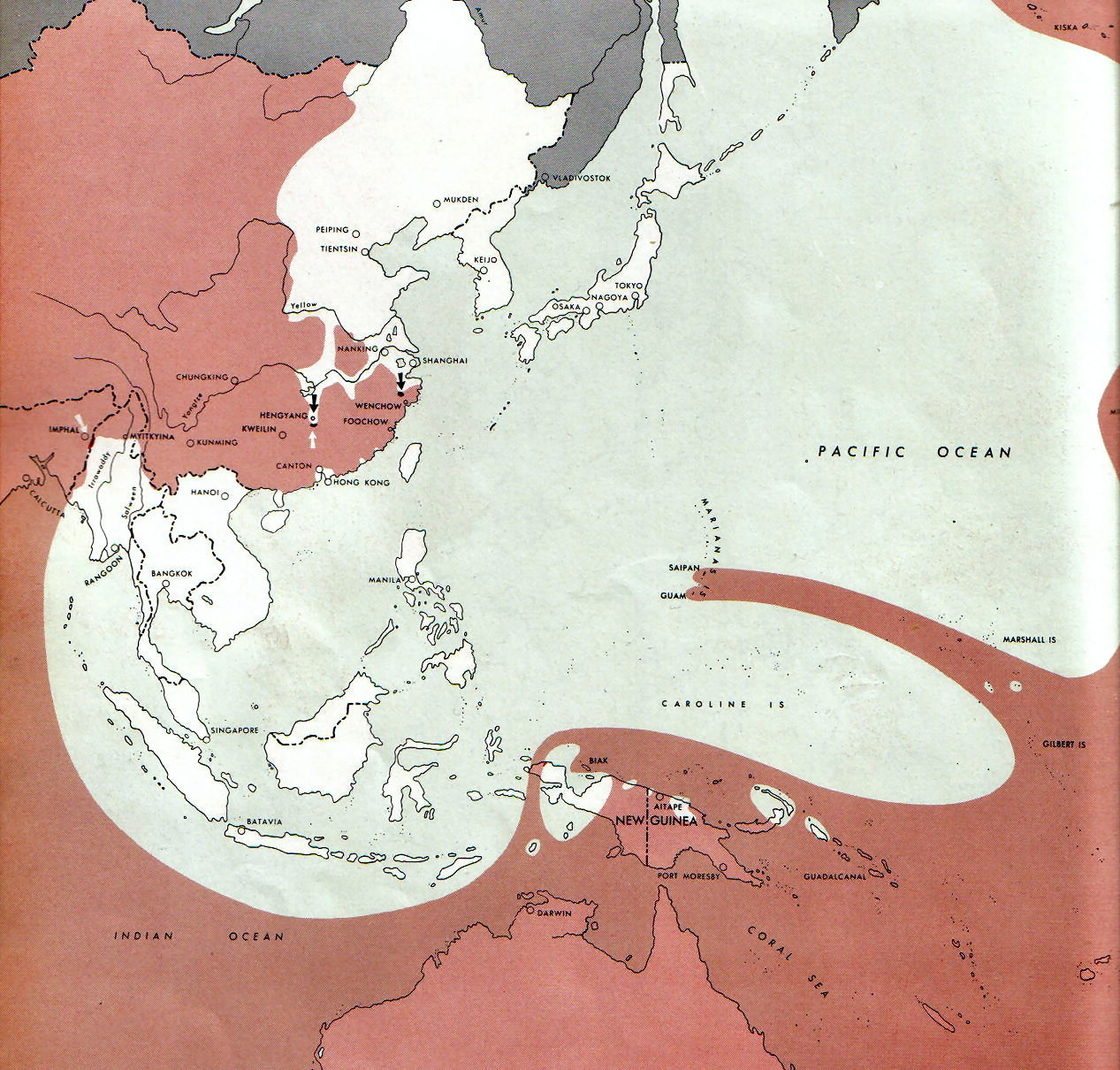
Zuidoost-Azië 1 september 1944

- Het Amerikaanse Derde Leger onder generaal George Patton bevrijdt Verdun. Daarnaast worden ook de steden Dieppe en Tours bevrijd.
- De Duitsers beginnen met de evacuatie van de Egeïsche Eilanden.
- Ferdinand Čatloš, minister van defensie van Slowakije, loopt over naar de partizanen.
- De opstandelingen in de Opstand van Warschau geven de Oude Stad op als verloren.

2 september
- Finland verbreekt de diplomatieke betrekkingen met Duitsland en eist de terugtocht van Duitse troepen van zijn grondgebied.
- De geallieerden trekken België binnen.
- De Britten doorbreken de Gotenstellung in Italië.

3 september
- Brussel wordt bevrijd door het Britse Tweede Leger. De Amerikanen bevrijden Bergen.
- Begin spoorsabotage in Nederland.
- Lyon wordt bevrijd.

4 september
- Het Britse Tweede Leger bevrijdt Antwerpen, waarbij de havens nagenoeg ongeschonden blijken te zijn.
- Bevrijding van Étaples, Lille, Mechelen, Namen en Charleroi.
- Finland en de Sovjet-Unie komen een wapenstilstand overeen.
- In Vught worden zestig gevangenen gefusilleerd.
- Het Rode Leger neemt Brașov in.
- Bulgarije stapt uit het Driemogendhedenpact en het Anti-Kominternpact. Bulgaarse troepen zullen worden teruggetrokken uit alle door de Asmogendheden bezette gebieden, Bulgarije zoekt een wapenstilstand met de westerse geallieerden en verklaart zich neutraal in het conflict tussen Nazi-Duitsland en de Sovjet-Unie.
- Einde van Operatie Outward, waarin de Britten onbemande luchtballonnen naar Duitsland en bezet Europa zenden om de elektriciteitsvoorziening te verstoren.

5 september
- Dolle Dinsdag: Vanwege een foute melding, dat de Britten in Breda zouden zijn ontstond er een grote chaos door vluchtende Duitsers en NSB'ers, en feestvierende Nederlanders.
- De Sovjet-Unie verklaart de oorlog aan Bulgarije.
- De Belgische, Nederlandse en Luxemburgse regeringen-in-ballingschap vormen de Benelux.

6 september
- De Russen bereiken de Roemeens-Joegoslavische grens bij Turnu Severin.
- Bevrijding van Gent.
- Begin van Amerikaanse luchtaanvallen op Palau.
- Begin van Operatie Birke: De Duitsers in Finland trekken zich terug naar het noorden om daar de nikkelmijnen en Noorwegen te verdedigen.

7 september
- Bulgarije verklaart Duitsland de oorlog.
- De geallieerden steken het Albertkanaal over.

8 september
- De voorzitter van de Belgische Ministerraad, Pierlot, keert in Brussel terug.
- Sovjet-troepen vallen Bulgarije binnen.
- De Russen trekken Slowakije binnen.
- Bevrijding van Luik, Oostende en Nieuwpoort.
- Eerste lancering van een V2-raket.

9 september
- Installatie in Parijs van het voorlopige Franse bewind (GPRF) onder leiding van Charles De Gaulle.
- De Amerikanen passeren de Moezel.
- De Russen nemen Varna in en bereiken Boergas.
- De pro-communistische verzetsbeweging Vaderlands Front pleegt een staatsgreep in Bulgarije en vormen een nieuwe regering onder Kimon Georgiev. De Russen krijgen opdracht halt te houden in hun opmars.
- De Canadezen Bevrijden Brugge.

10 september
- De stad Luxemburg wordt bevrijd.
- De plannen voor operatie Market Garden worden goedgekeurd.

11 september
- Breskens wordt getroffen door een geallieerd bombardement als onderdeel van Operatie Switchback, gericht op het vrij maken van de monding van de Schelde. Ongeveer 200 mensen verliezen hierbij het leven.
- De Japanners nemen Quangzhou in. De Chinese verdedigers trekken zich terug naar Guilin.
- Bevrijding van Dijon. De legers van Operatie Overlord en Operatie Dragoon maken contact.

12 september
- Le Havre door de Canadezen bevrijd.
- De Amerikanen passeren in Zuid-Limburg de Nederlandse grens.
- Begin van de Tweede Quebec-conferentie tussen Roosevelt, Churchill en de stafchefs.

13 september
- Bij Dijon maken de noordelijke en zuidelijke geallieerde troepen contact met elkaar.
- Joseph Stillwell spreekt met Mao Zedong. Omdat de Communisten meer bereid lijken te strijden tegen de Japanners dan de Nationalisten, wenst Stillwell hun land-lease-hulp te sturen.

14 september
- Maastricht wordt als eerste Nederlandse stad bevrijd.
- De geallieerden nemen Coriano in.
- Het Rode Leger opent een aanval vanuit drie richtingen (noordoost, oost en zuid) richting Riga.

15 september
- Nancy wordt bevrijd.
- De Joegoslavische troepen onder leiding van Tito en het Rode Leger maken contact bij de Joegoslavische-Roemeense grens.
- De Amerikanen landen op de Paula-eilanden en op Morotai in de Molukken.
- De legers die met Operatie Dragoon in Zuid-Frankrijk zijn geland worden bij het commando van Dwight Eisenhower gevoegd.
- De Russen nemen Jelgava in.
- De Duitsers vallen het Finse eiland Suursaari aan om te voorkomen dat het in Sovjet-handen valt. De Finnen, geholpen door Russische luchtaanvallen, slaan de aanval af.

16 september
- Eisenhower en Gerd von Rundstedt nemen beide het opperbevel over de Amerikaanse respectievelijk Duitse troepen aan het westfront op zich.
- De Sovjets trekken Sofia binnen.

17 september
- Begin van Operatie Market Garden: Amerikaanse, Britse en later Poolse parachutisten worden gedropt nabij Eindhoven, Nijmegen en Oosterbeek bij Arnhem. Het Britse Tweede Leger begint een grondoffensief in Zuid-Nederland.
- De parachutisten nemen de brug bij Eindhoven in en maken contact met de oprukkende grondtroepen. De brug bij Son wordt echter niet ingenomen, en de Duitsers vernielen het.
- De brug over de Maas bij Grave wordt ingenomen, maar de brug over de Waal in Nijmegen blijft buiten bereik. De spoorbrug bij Oosterbeek wordt door de Duitsers opgeblazen.
- De bij Oosterbeek gelande troepen kunnen door heftig verzet van de SS niet doorstoten naar Arnhem, met uitzondering van één bataljon onder John Frost, dat zich aan de noordkant van de Rijnbrug posteert, maar de brug zelf niet kan innemen.
- Het Bulgaarse leger voegt zich onder Russisch bevel.
- De Amerikanen landen op Angaur (Palau).
- De Russen nemen Tartu in.

18 september
- De Junyo Maru wordt getorpedeerd.
- De stad Eindhoven wordt bevrijd door de geallieerden.
- De Bulgaarse hoofdstad Sofia wordt veroverd door het Rode Leger.
- Bevrijding van Brest.
- De Duitse troepen in Estland beginnen de terugtrekking van de Narva naar Pärnu, dat ze op de 20e zullen bereiken.
- Een nieuwe Estse regering wordt uitgeroepen.

19 september
- De Luftwaffe bombardeert Eindhoven. Het dodental ligt op 227.
- De Sovjet-Unie en Finland sluiten een wapenstilstand.
- Begin van de Slag om het Hürtgenwald.
- De landtroepen van Operatie Market Garden bereiken Nijmegen.

20 september
- De Waalbruggen bij Nijmegen worden veroverd.
- San Marino wordt bevrijd.
- De Estse regering neemt de regeringsgebouwen in Tallinn in, en verzoekt de Sovjet-Unie de hernieuwde onafhankelijkheid van Estland te erkennen.

21 september
- De Duitsers beginnen met het vernielen van de Amsterdamse haven.
- Oprichting van stoottroepen in het bevrijde deel van Nederland.
- Het bataljon van John Frost bij de Rijnbrug in Arnhem geeft zich over.
- Poolse parachutisten landen aan de zuidoever van de Rijn in een poging de Britse parachutisten aan de noordoever te ondersteunen. Verslechterde weersomstandigheden dwingen het grootste deel van de vliegtuigen echter om te keren zonder de parachutisten te hebben geland.
- De geallieerden veroveren Rimini.
- De nieuwe Estse regering vlucht uit Tallinn voor de oprukkende Sovjets.
- Het Rode Leger neemt Arad in.

22 september
- De Sovjets bezetten Tallinn.
- Bevrijding van Boulogne.

23 september
- Op last van de Wehrmacht begint de evacuatie van Arnhem en omgeving.
- De Duitsers beginnen met het vernielen van de Rotterdamse haven.
- Zware Duitse aanvallen op geallieerde troepen in Arnhem.
- De Amerikanen nemen Ulithi (Micronesië) in.

24 september
- De generaals van het Britse 30e Legerkorps beslissen op de Conferentie van Valburg dat Operatie Market Garden moet worden opgegeven. Hiermee eindigt de Slag om Arnhem.
- De Sovjets en Roemenen bereiken de Roemeens-Hongaarse grens bij Makó.
- De tanks van Operatie Market Garden bereiken de Rijn bij Oosterbeek.
- Ten zuiden van Nijmegen trekken de eerste westelijke geallieerden Duitsland binnen.

25 september
- De 2400 geallieerde troepen in Arnhem maken zich gereed om zich terug te trekken.

26 september
- In de nacht weten 2163 geallieerde militairen de Rijn over te steken. De overige 250 man moeten zich overgeven aan de Duitsers.
- Adolf Hitler beveelt de vorming van een 'volksleger'. Alle gezonde mannen van 16 tot 60 jaar oud zijn dienstplichtig om te helpen bij de verdediging van het vaderland.

27 september
- De opstandelingen in Mokotów (Warschau) geven zich over.

29 september
- Begin van de Slachting van Marzabotto en duurde tot 5 oktober. Het was de ergste massamoord op burgers die tijdens de oorlog door de Waffen-SS in Italië is gepleegd.
- Begin van Operatie Moonsund, de Russische operatie om de Moonsund-eilanden (de West-Estse archipel) te veroveren met een landing op Muhu. In reactie hierop trekken de Duitsers zich terug van Muhu en Hiiumaa naar Saaremaa en versterken ze de verdediging van Saaremaa.
- Laatste bevoorrading van de Opstand van Warschau door droppings van geallieerde vliegtuigen.

30 september
- In de nacht van 30 september op 1 oktober beschoot een verzetsgroep vanuit een hinderlaag een personenauto van de Duitse Weermacht. In de auto zaten twee officieren en twee korporaals. De twee korporaals ontsnapten. Eén van de officieren vluchtte (zwaar gewond) naar een boerderij in de omgeving en werd overgebracht naar Harderwijk, waar hij de volgende dag stierf. De andere officier werd door de verzetsgroep gevangen genomen en meegenomen. De  volgende dag werd hij, als gebaar van goede wil, weer vrijgelaten.
- De Sovjets nemen Negotin in, hun eerste verovering in Joegoslavië.
- De Canadezen bevrijden Calais.

## Oktober
1 oktober

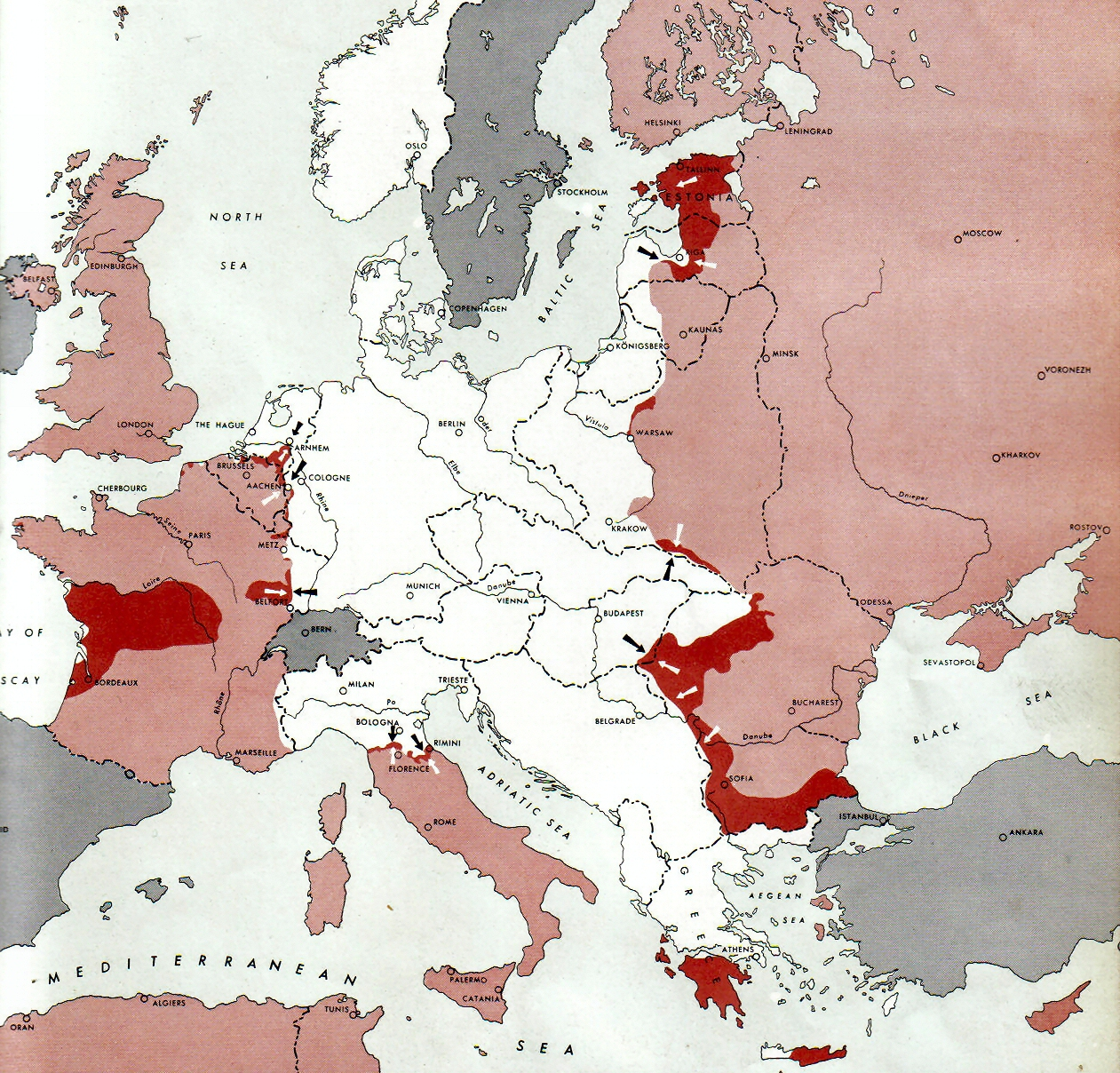
Europa 1 oktober 1944

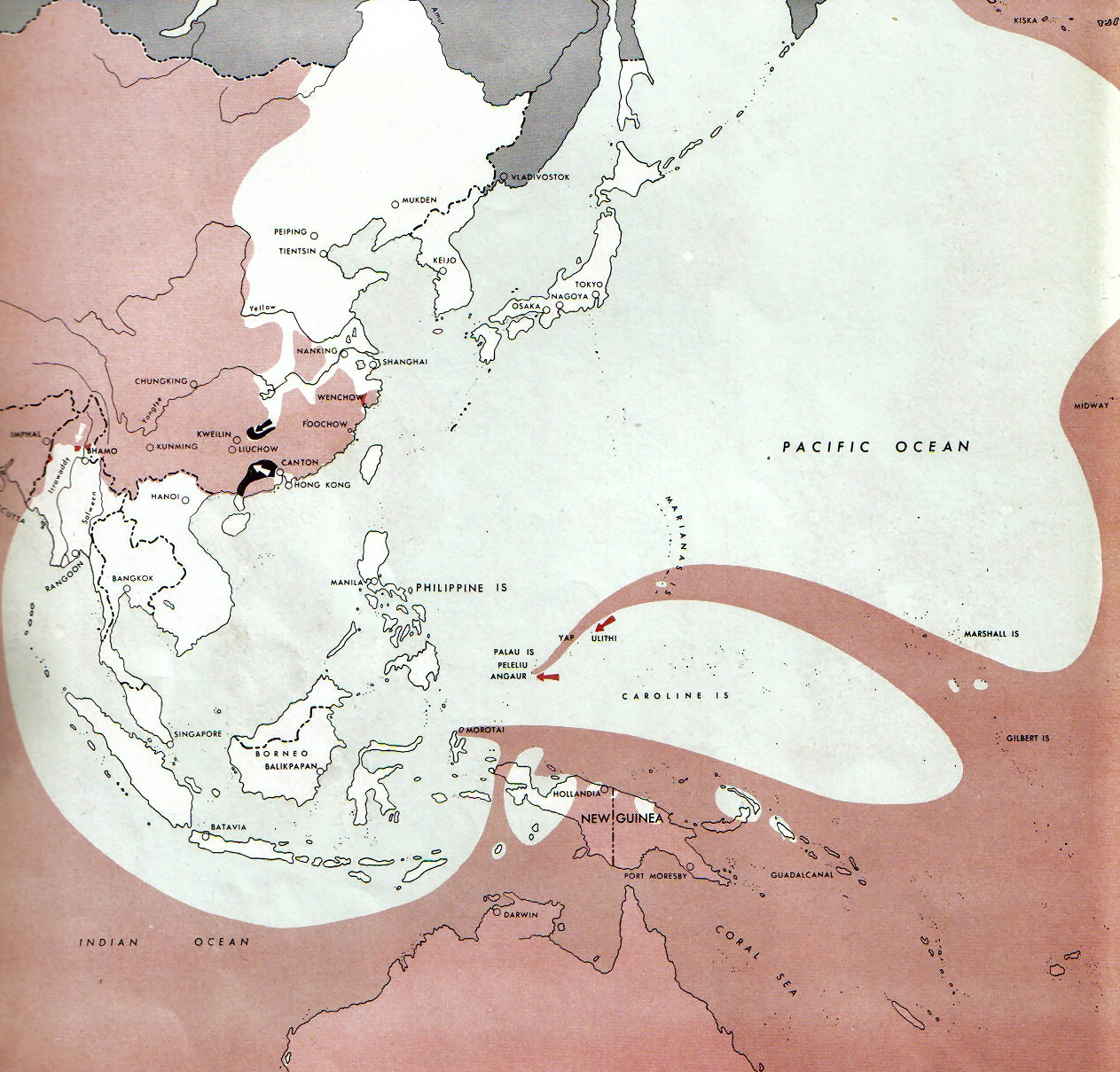
Zuidoost-Azië 1 oktober 1944

- In het Gelderse dorp Putten wordt als vergelding voor de aanslag op twee officieren een twee korporaals (zie 30 september hierboven) een razzia gehouden, waarbij vrijwel de gehele mannelijke bevolking wordt afgevoerd naar verschillende concentratiekampen. Vele hiervan kwamen na de oorlog niet meer terug.

2 oktober
- De Polen in de Opstand van Warschau geven zich over. Grote aantallen Polen worden naar concentratiekampen gevoerd.

3 oktober
- De bevrijding van Walcheren (Zeeland) begint door het bombarderen van de zeedijk bij Westkapelle door geallieerde bommenwerpers met 1270 ton bommen. Hierbij komen 152 Westkappelse mensen om het leven.
- De Japanners veroveren Shaoyang.
- De Duitsers besluiten tot Operatie Nordlicht: Een poging hun resterende troepen in Noord-Finland terug te trekken naar Noorwegen.
- De Sovjets hebben Hiiumaa volledig in handen.

4 oktober
- Britse landingen in Griekenland.
- Het Rode Leger bevrijdt Pančevo.

5 oktober
- De Sovjets trekken op sterkte Hongarije binnen vanuit de omgeving van Arad.
- Een officiële wapenstilstand wordt getekend tussen Bulgarije en Joegoslavië, wat het mogelijk maakt dat Bulgaarse troepen helpen in de bevrijding van Joegoslavië.
- De Sovjets landen op Saaremaa nabij Jaani. De Duitsers op het eiland trekken zich terug naar het schiereiland Sõrve.

6 oktober
- Bombardement van Hengelo. Het dodental ligt op 125.
- Oostburg voor een belangrijk deel verwoest door Canadese bombardementen, er vielen 106 slachtoffers.
- Tsjechoslowaakse troepen nemen de Duklapas in, via welke de Tsjechoslowaken en Sovjets Slowakije kunnen binnentrekken.

7 oktober
- De dijken west en oost van Vlissingen worden gebombardeerd en breken door.
- De Rijnbrug in Arnhem wordt in een Amerikaans bombardement verwoest.
- De Sovjets vallen aan bij Petsjenga (noord-Finland).

8 oktober
- Alle Duitse troepen op Saaremaa hebben zich teruggetrokken naar Sõrve.
- Het Rode Leger verovert Oger.
- Bij Velika Plana steekt het Rode Leger de Morava over.

9 oktober
- Canadese troepen landen nabij Breskens.

10 oktober
- Otto Tief, leider van de kortbestaande onafhankelijke Estse regering, wordt gevangen genomen door de Sovjets.
- De Sovjets bereiken de kust van Litouwen en nemen Palanga in. Ferdinand Schörner en zijn Heeresgruppe Nord in Koerland zijn nu afgesneden van de rest van het Duitse leger.
- Een Russische poging Riga in te nemen wordt door de Duitsers afgeslagen.

11 oktober
- De dijk bij Veere wordt gebombardeerd en breekt door. Nagenoeg geheel Walcheren komt nu onder water te staan.
- Tijdens geallieerde bombardementen wordt Sluis grotendeels verwoest. Daarbij kwamen 61 mensen om.
- De Sovjets nemen Szeged en Cluj in.

12 oktober
- Overloon wordt na zware gevechten door Britse troepen bevrijd.
- Russische en Joegoslavische troepen nemen Subotica in.
- De Sovjets veroveren Oradea.
- De Duitsers verlaten Athene.

13 oktober
- Het Rode Leger verovert Riga.
- De Amerikanen trekken Aken binnen.

14 oktober
- Maarschalk Rommel wordt tot zelfmoord gedwongen wegens verdenking van betrokkenheid bij de aanslag op Hitler op 20 juli.
- De Sovjets beginnen hun poging Belgrado in te nemen, de laatste fase van het Belgrado-offensief.

16 oktober
- Einde van de eerste fase in de Slag om het Hürtgenwald. De Amerikanen zijn niet geslaagd in hun poging het dorp Schmidt in te nemen.

18 oktober
- Het Sovjetleger trekt Tsjecho-Slowakije binnen.
- De Griekse regering onder Georgios Papandreou keert terug in Athene.
- Algemene volksbewapening van Duitsland.

20 oktober
- De partizanen van Tito en het Rode Leger trekken Belgrado binnen.
- De Amerikanen landen op het eiland Leyte (Filipijnen).

21 oktober
- Einde van de slag om Aken. De slag is in een Amerikaanse zege geëindigd.

22 oktober
- De Sovjets bereiken de grens tussen Finland en Noorwegen.

23 oktober
- Begin van de grote zeeslag in de Golf van Leyte.
- De Sovjets bevrijden Novi Sad.

25 oktober
- De aanslag op Fake Krist vindt plaats.
- De eerste geslaagde Japanse kamikaze-aanvallen vinden plaats in de overigens voor de Japanners catastrofaal verlopende Slag in de Golf van Leyte.
- De Sovjets nemen Kirkenes in.

24 oktober
- De Amerikaanse troepen op de Filipijnen steken de smalle zeestraat over van Leyte naar Samar.

26 oktober
- Tien mannen (Todeskandidaten) worden te Haarlem geëxecuteerd naar aanleiding van de aanslag op Fake Krist.
- Einde van de Slag in de Golf van Leyte. De geallieerden zijn definitief meester van de zee in Oost-Azië.
- De Sovjets veroveren Munkács (het huidige Moekatsjevo).

27 oktober
- Achtmaal wordt bevrijd door het 315de regiment van de Amerikaanse 104de Infanterie divisie.
- De Duitsers nemen Banka Bystrica in, de 'hoofdstad' van de Slowaakse opstand.
- Ungvár (het huidige Oezjhorod) valt in Russische handen.
- De Duitsers starten een tegenaanval in de Peel.

28 oktober
- De officiële wapenstilstand tussen de Sovjet-Unie en Bulgarije wordt getekend.
- Bevrijding van Tilburg en Zundert.

29 oktober
- In hun tegenaanval in de Peel heroveren de Duitsers Liessel.
- Het Rode Leger begint de opmars richting Boedapest.

30 oktober
- De Canadezen bereiken het kanaal door Walcheren.

31 oktober
- De Duitsers ontruimen Saloniki

## November
1 november

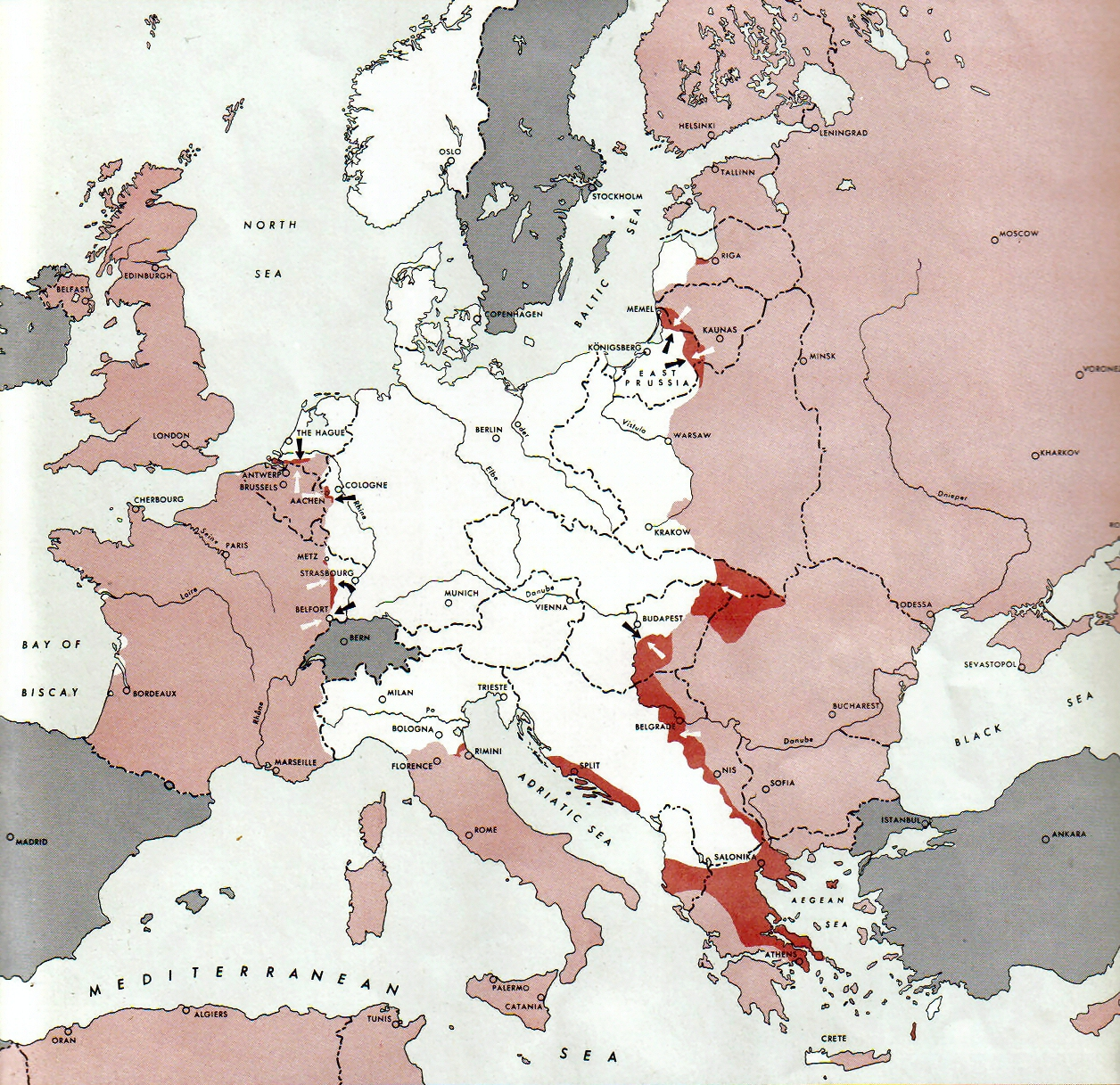
Europa 1 november 1944

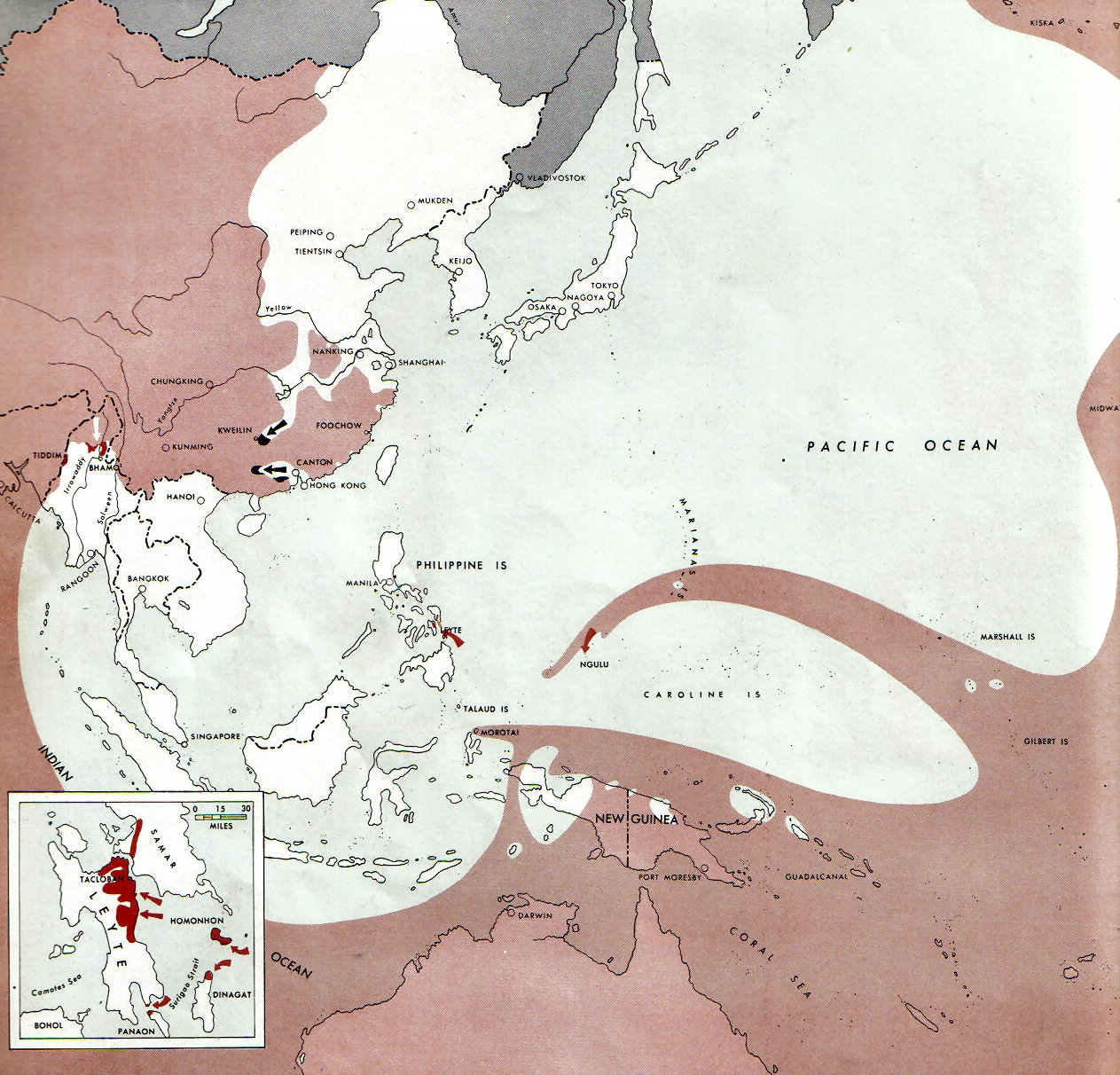
Zuidoost Azië 1 november 1944

- Canadese troepen landen op Walcheren. Begin van de Strijd om Walcheren.

2 november
- Vlissingen en Noord-Beveland worden bevrijd.
- De Slag om het Hürtgenwald laait opnieuw op met een tweede Amerikaanse poging Schmidt in te nemen.

3 november
- De Amerikanen veroveren Vossenack. Ook Schmidt, het doel van de aanval, wordt bereikt, maar dat wordt de volgende dag door de Duitsers heroverd.

4 november
- De eerste tanks van de Russische aanval bereiken de buitenwijken van Boedapest.

5 november
- In Heusden vallen 134 doden als de Duitsers het stadhuis opblazen.
- De eerste geallieerde mijnenvegers varen door de Westerschelde naar de haven van Antwerpen.

6 november
- Griekenland is door de Britten geheel bevrijd.
- Bevrijding van Middelburg en Moerdijk.
- De Russische aanvallers trekken zich terug uit de buitenwijken van Boedapest.
- De Joegoslavische Partizanen bevrijden Monastir.

7 november
- Roosevelt wordt in de Verenigde Staten herkozen als president.
- Richard Sorge wordt geëxecuteerd.

8 november
- Walcheren is geheel bevrijd.

9 november
- In de Slag om het Hürtgenwald wordt ook de tweede poging Schmidt in te nemen zonder succes afgesloten.
- De Britten nemen Forli in.

10-11 november
- Razzia's in Rotterdam. Er worden ca. 50.000 mannen gedeporteerd.

11 november
- De Japanners veroveren Guilin en Liuzhou.

12 november
- Het Duitse slagschip de Tirpitz wordt in de haven vanTromsö door de RAF tot zinken gebracht. Het is het laatste Duitse slagschip.

13 november
- De Sovjets trekken over de Donau in het zuiden van Hongarije.
- De Duitsers verlaten Skopje.

14 november
- Sluis Panheel wordt door Britse troepen heroverd. De gemeenten Heel en Panheel worden bevrijd.

15 november
- Razzia's in Amsterdam.
- Bij een overval door de knokploeg van Almelo op een kantoor van De Nederlandsche Bank in Almelo wordt 46 miljoen gulden buitgemaakt.

16 november
- Een nieuw geallieerd offensief gericht op het bereiken van de Rijn in Duitsland begint met bombardementen op onder meer Düren en aanvallen tussen Eschweiler en het Hürtgenwald.

17 november
- Razzia's in de Noordoostpolder.
- Bevrijding van Tirana.
- De Amerikanen nemen Würselen in.
- Franse legers bereiken Montbéliard.

19 november
- Het Eerste Franse Leger bereikt de Rijn bij Rosenau.
- Metz is volledig omsingeld.
- De Amerikanen bezetten Geilenkirchen.
- Begin van Operatie Capital, een Britse opmars gericht op het heroveren van het grootste deel van Burma.

20 november
- Franse troepen bereiken de Rijn bij Bazel.

21 november
- Mulhouse wordt bevrijd door eenheden van het Eerste Franse Leger.

22 november
- Belfort wordt bevrijd door eenheden van het Eerste Franse Leger.
- De Duitsers in Metz geven zich over.
- De Amerikanen nemen Eschweiler in.
- De Fransen bevrijden Belfort, Mulhouse en Saverne.

23 november
- Het Franse eerste leger trekt Straatsburg binnen.

24 november
- De Japanners nemen Nanning in, waarmee de railverbinding tussen Beijing en Indo-China volledig in Japanse handen is.
- De Slag om Peleliu is ten einde. Op het eiland blijven echter nog tot ver na het einde van de oorlog eenzame Japanse soldaten een guerillastrijd voeren.

25 november
- De Sovjets voltooien de verovering van Saaremaa.

26 november
- De SD-gebouwen in de Amsterdamse Euterpestraat worden gebombardeerd. 24 Hawker Typhoons van de Engelse RAF voerden een aanval in duikvlucht uit.

26 november
- De Amerikaanse luchtmacht bombardeert Tokyo.

28 november
- De Russen nemen Mohács in.
- De haven van Antwerpen wordt voor de geallieerden in gebruik genomen.
- De Amerikanen veroveren Hürtgen.
- De Amerikanen bereiken de Ruhr.

29 november
- Tweede bombardement van Tokyo in korte tijd.
- De bevrijding van Albanië wordt voltooid.
- Het Rode Leger verovert Pécs.
- Het Japanse vliegdekschip Shinano wordt tot zinken gebracht. Het is het grootste schip ooit tot zinken gebracht door een onderzeeër.

30 november
- Derde bombardement van Tokyo in korte tijd.

## December
1 december

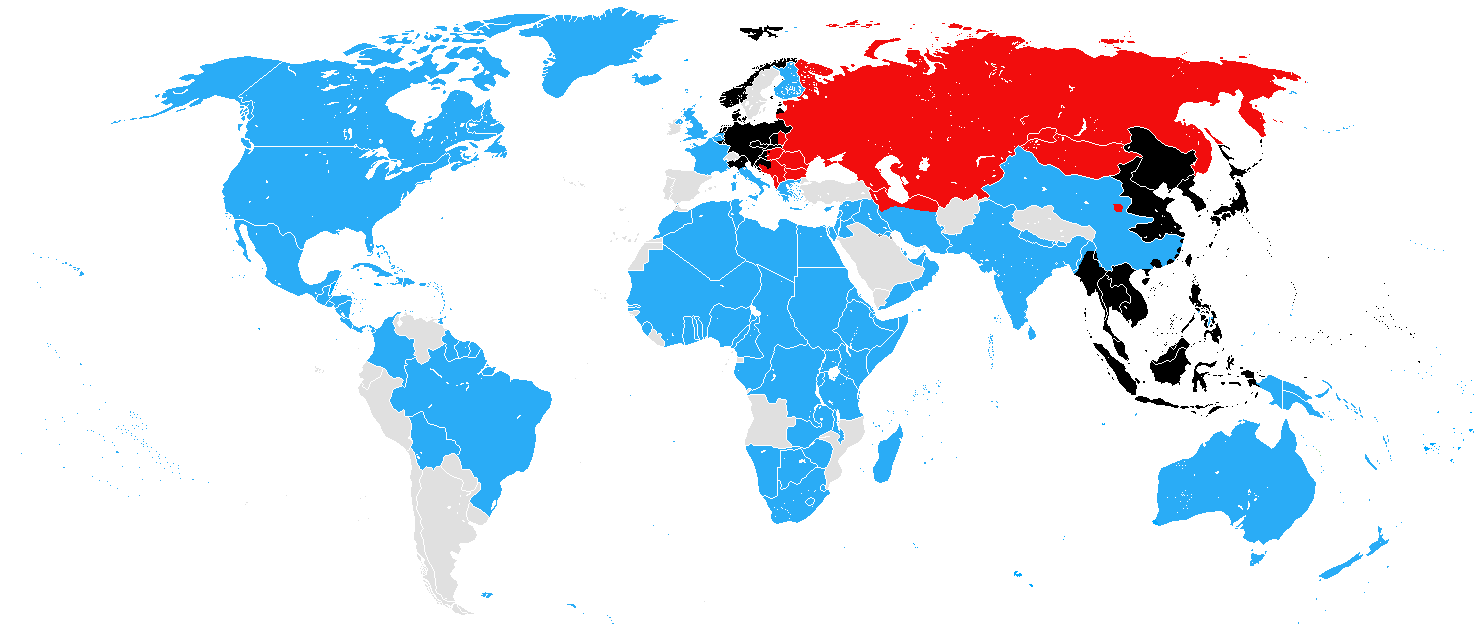
De geallieerden (blauw en rood) en asmogendheden (zwart) in december 1944

- De geallieerden vorderen snel in Birma.

3 december
- Blerick wordt bevrijd door eenheden van de 15e (Schotse) Infanteriedivisie.
- Bevrijding van Russi.
- De Sovjets nemen Miskolc in.
- Bij een grootschalige pro-communistische demonstratie in Athene schiet de politie op demonstranten. Zowel onder de demonstranten als onder de politie vallen doden en gewonden.

4 december
- De eerste voedseltransporten ter bestrijding van de Hongerwinter worden uitgevoerd door Centrale Rederij voor de Voedselvoorziening.
- De Canadezen bevrijden Ravenna.
- De Griekse premier Georgios Papandreou treedt af.
- In Griekenland wordt de staat van beleg afgekondigd.

5 december
- Inundatie van de Betuwe.
- Vukovar en Szigetvár vallen in Russische handen.
- Het Rode Leger begint een omsingelingsaanval op Boedapest.
- In Athene breken gevechten uit tussen EAM enerzijds en de regering en de Britten anderzijds.

7 december
- In Roemenië treedt een nieuwe regering aan onder Nicolae Rădescu.

8 december
- Gevangeniskraak te Leeuwarden: 51 personen bevrijd.
- De Chinezen heroveren Dushan.

9 december
- De Sovjets bereiken de Donau ten noorden van Boedapest bij Vác.

10 december
- Bondgenootschapsverdrag tussen Frankrijk en de Sovjet-Unie.
- Japanse troepen vanuit Indochina maken contact met het leger in China. Japan heeft dus een landverbinding met Zuidoost-Azië in handen.
- EAM gaat voor de tweede maal in de aanval in Athene.
- De Amerikanen bevrijden Ormoc (Leyte, Filipijnen).

13 december
- Fort Jeanne d'Arc, het laatste van de forten rond Metz, valt voor de geallieerden.

15 december
- De Amerikanen landen op Mindoro.

16 december
- Gerd von Rundstedt begint het Ardennenoffensief. Dit is de laatste grote aanval van Duitse kant.
- Bevrijding van Faenza.

17 december
- Duitse luchtlandingen als onderdeel van het Ardennenoffensief zijn een mislukking. Twee derde van de gelande troepen wordt gedood of gevangengenomen.
- De Duitsers heroveren Hosingen.
- Bloedbad van Malmedy: 84 Amerikaanse soldaten worden gedood nadat ze zich hebben overgegeven.
- In Athene gaan de Britten in de tegenaanval tegen EAM en brengen het gebied tussen de stad en de haven onder hun controle.

18 december
- De Duitsers nemen Clervaux in.

19 december
- De Duitsers nemen Rocherath-Krinkelt in, de eerste plaats in België die heroverd wordt tijdens het Ardennenoffensief.

21 december
- De Duitsers heroveren Houffalize.

22 december
- Na enkele dagen van stilstand breken de Russen door op een breed front ten zuidwesten van Boedapest.

24 december
- Tijdens kerstavond wordt het Belgische troepenschip Léopoldville vlak bij Cherbourg getorpedeerd door de U-486. Circa 515 Amerikaanse soldaten van de 66e Infanterie Divisie komen hierbij om het leven, alsook vijf bemanningsleden, waaronder kapitein Charles Limbor.
- De Duitse opmars bereikt in Celles, België het verste punt tijdens het Ardennenoffensief.
- In Bande, België worden 34 jongens en mannen door de Sicherheitsdienst geëxecuteerd als vergelding op de moord op drie Duitse soldaten.
- De Duitsers geven hun aanvallen bij Eisenborn op.
- De Russen nemen Bicske in, waarmee de railverbinding tussen Boedapest en de rest van het door de Duitsers beheerste gebied wordt doorgesneden.

25 december
- In het Ardennenoffensief begint de grootschalige aanval van de Duitsers op Bastogne. Ze komen echter niet verder dan op 1.5 kilometer afstand van de stad.
- De geallieerden vallen de verst vooruitgeschoven Duitse troepen bij Dinant aan, die lijden onder een gebrek aan brandstof. In de volgende dagen worden de Duitsers teruggedrongen en tanks en stuks artillerie vallen in geallieerde handen.

26 december
- Het Rode Leger voltooit de omsingeling van Boedapest. Esztergom valt.
- De Amerikanen ontzetten het belegerde Bastogne door vanuit het zuiden een verbindingszone in te nemen.
- De Duitsers en fascistische Italianen gaan in de tegenaanval in het dal van de Serchio, maar trekken zich de volgende dag weer terug.
- De Japanse marine voert een aanval uit op het geallieerde bruggenhoofd op Mindoro.

30 december
- De geplande geallieerde aanval op Bologna wordt uitgesteld tot de lente.
- Aartsbisschop Damaskinos wordt benoemd tot regent van Griekenland.

31 december
- Het Comité van Lublin roept zich uit tot voorlopige regering van de Poolse republiek.
- De Japanse weerstand op het eiland Leyte is uitgeschakeld.
- De Hongaarse regering in het door de Sovjets beheersde deel van Hongarije verklaart Duitsland de oorlog.
- De Britten heroveren Rochefort, het westelijke uiteinde van de Duitse Ardennenopmars.